# شاه صفی یکم
شاه صفی یکم (۱۶۱۱ – ۱۲ مه ۱۶۴۲) ششمین پادشاه ایران صفوی بود که از ۱۰۳۸ تا ۱۰۵۲ هجری قمری به مدت ۱۴ سال پادشاهی کرد. صفی، که هنگام تولد سام میرزا نام گرفته بود، پسر محمدباقر صفی میرزا، پسر بزرگ شاه عباس یکم بود که به‌دستور شاه به قتل رسیده بود. در نتیجه، او پس از مرگ شاه عباس، در ۱۸ سالگی به پادشاهی رسید.
صفی از نخستین شاهزادگان صفوی بود که انحصاراً در حرمسرای سلطنتی پرورش یافته بود و پیش از تاج‌گذاری، هیچ مسئولیت سیاسی به عهده نداشت و برخلاف اجدادش، عهده‌دار حاکمیت هیچ ولایتی نیز نبود. صفی به‌طور کلی پادشاه خشنی بود و در اوایل سلطنتش، به دلیل ترس از دست دادن حکومت، بسیاری از اطرافیان خود، از جمله شاهزادگان صفوی و بزرگان گرجی‌تبار و بسیاری دیگر را به قتل رساند. در زمان او، سرداران بزرگ دوران شاه عباس، مانند امام‌قلی خان، زینل‌خان شاملو، داوود خان گرجی و علی‌مردان خان یا به قتل رسیدند، یا از کار برکنار شدند. به‌طوری که حتی سلطان‌العلماء آملی، وزیری که از انتهای پادشاهی شاه عباس در مقام صدارت (نخست‌وزیری) باقی مانده بود، نیز از خشونت‌ورزی‌های شاه صفی در امان نماند، و نه تنها مقام صدارت را در سال ۱۶۳۲ میلادی از دست داد، بلکه فرزندانش نیز به دستور شاه کور شدند. پس از وی، میرزا طالب اردوبادی به صدارت رسید. شاه صفی به دلیل اعتیاد به مواد مخدر و تربیت یافتن در حرم‌سرا، نه توانایی اداره کشور را داشت و نه علاقه‌ای به دخالت در امور مملکتی از خود نشان می‌داد؛ در نتیجه، امور را به وزیر خود ساروتقی اعتمادالدوله و رستم خان سپهسالار سپرده بود.
در سال نخست سلطنت وی، مشهد مورد هجوم ازبکان قرار گرفت. طی دورهٔ پادشاهی شاه صفی، ازبک‌ها حداقل یازده بار به ایران حمله کردند، اما سرانجام شکست خوردند و به ماوراءالنهر گریختند. سلطان مراد، پادشاه عثمانی به محض آگاهی از مرگ شاه عباس، به آذربایجان و بغداد لشکر کشید که در آذربایجان کاری از پیش نبرد، اما در بغداد در نهایت پیروز شد و با عهدنامه زهاب، عراق امروزی به‌صورت همیشگی از ایران جدا شد. در گرجستان، قندهار، قزوین و گیلان نیز شورش رخ داد. با وجود این شورش‌ها و از دست دادن عراق و یورش‌های پیاپی ازبکان از جانب شمال شرق کشور، ایرانیان از شرایط زندگی بدی برخوردار نبودند.

## منبع‌شناسی

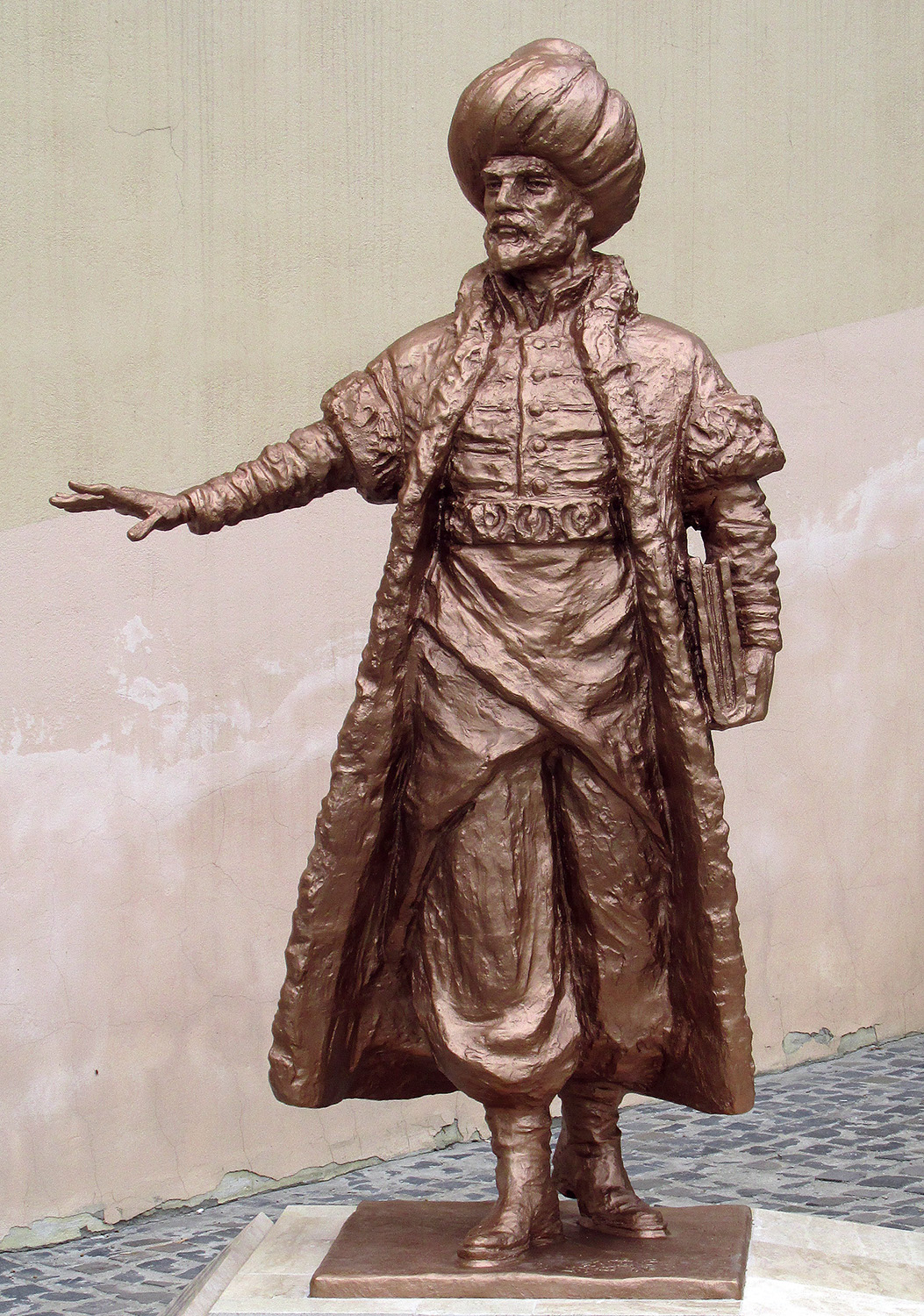
مجسمه ابراهیم پچوی در پچ، مجارستان

منابع دوران شاه‌صفی، قسمتی از منابع صفوی هستند که شامل تاریخ‌نگاری، نوشته‌های تاریخی (منشآت، فتح‌نامه‌ها، پیمان‌ها و آرشیوهای دولتی کشورها)، آثار هنری (نگاره‌ها، سروده و کتیبه بناها)، سفرنامه‌های اروپایی و غیراروپایی (عثمانی، هندی) و سایر منابع مانند فرهنگ عامه (فولکلور) و منابع دینی - مذهبی (مثلا وقفنامه‌ها و متون دینی آن زمان) هستند. سندهای بازرگانی اروپایی به صورت اعم و کمپانی هند شرقی هلند به شکل اخص، حاوی اطلاعات گرانقیمتی در مورد دوران شاه صفی و مخصوصاً بازرگانی آن می‌باشند.
طی قرن هفدهم میلادی بازرگانان، جهانگردان و کشیشان زیادی از کشورهای اروپایی به ایران آمدند. در دوره شاه صفی یک هیئت نمایندگی از امیرنشین شلسویگ هلشتاین سال ۱۶۳۶ م / ۱۰۴۶ ه‍.ق وارد اصفهان شد. این سفارت در انجام مأموریت خود برای عقد قرارداد خرید ابریشم که می‌بایست از راه روسیه به اروپا وارد شود، موفق نشد اما سفرنامه‌ای که توسط دبیر اول این سفارت، اَدام اولئاریس، نوشته شد واجد اهمیت بسیار است.
منابع دست اول عثمانی که امروزه در دسترس هستند شامل اسناد و مدارک بایگانی‌های عثمانی، منشآت، تاریخنگاری‌ها، جنگ‌نامه‌ها، ظفرنامه‌ها و سیاست‌نامه‌ها هستند. منابع عثمانی را باید در چهارچوب دشمنانه یا دوستانه بودن روابط با دولت صفوی تفسیر کرد. آثار وقایع‌نگاری پدید آمده در قرن هفدهم میلادی به این شرح است: تاریخ حسن‌بیگ‌زاده، صحایف‌الاخبار (درویش احمد منجم باشی)، تاریخ سولاق‌زاده (محمد افندی سولاق زاده)، تاریخ نعیما (مصطفی نعیما)، تاریخ پچوی (ابراهیم‌افندی پچوی)، فضلکه (کاتب چلبی)، زبده التواریخ (مصطفی افندی صافی).

## پیشینه
اگر یکصد پسر می‌داشتم حاضر بودم همه را بکشم تامگر بدون حریف فقط یک روز سلطنت کنم.

شاه عباس
در طول سلطنت شاه عباس بزرگ، اگرچه توانست ایران را از دست مشکلات داخلی و خارجی برهاند و نظم و نظامی به وجود بیاورد که جانشینان نالایقش تا یک قرن بعد به راحتی به حکومت ادامه دهند، ولی برخی از کارهایش که بنا به مصالح آن زمان مجبور به اجرای آن شد، از جمله عوامل سقوط صفویان به‌شمار می‌آید.
شاه‌عباس، خود با کنار گذاشتن پدر و برادرش به حکومت رسید. گرچه این کار در ابتدا توسط برخی از سران قزلباش رخ داد و شاه عباس گویا در این امر دخیل نبود، ولی وقتی که کاملاً قدرت را به‌دست گرفت هنوز به شکل رقیب به محمد خدابنده می‌نگریست و مراقبش بود. شاهزادگان و فرزندان پسر شاه‌عباس، تحت سرپرستی امیران قزلباش در شهرهای مهم ایران به نوعی حکومت می‌کردند و به سرمشق شاهی می‌نمودند. شاه عباس هنگام تولد فرزندانش جشن عمومی اعلام می‌کرد.
شاه عباس به ظاهر به فرزندانش علاقه زیادی داشت تا اینکه قیم پسر دومش، حسن در سال ۹۹۷ ه‍.ق در مشهد شورش کرد. بااینکه این شورش سرکوب شد، ولی خاطره کودتا علیه پدرش برای شاه عباس تداعی شد. محمد میرزا و اسماعیل میرزا (سومین و چهارمین فرزندان) در خردسالی از دنیا رفتند ولی شرایط برای سه پسر دیگر شاه به گونهٔ دیگری رقم خورد، وقتی در سال ۱۰۲۳ ه‍.ق سران چرکس مورد سوءظن، همه از دم تیغ گذرانده شدند و علاوه برآن نیز محمدباقر میرزای به ظاهر بیگناه که خود جریان شورش امیران را به شاه رسانده بود، در سال ۱۰۲۴ ه‍.ق در رشت به دستور پدرش به قتل رسید. شش سال بعد چهارمین پسر شاه، محمد خدابنده بود، که او نیز در هنگام بیماری شدید پدرش، زودهنگام از قزلباشان درخواست حمایت کرد که سرنوشت او نیز گرفتن چشمانش بود. در سال ۱۰۳۶ ه‍.ق تنها دو سال مانده به فوت شاه عباس، پنجمین پسرش امام‌قلی میرزا در حالی‌که بیش از بیست و دو سال از عمرش نمی‌گذشت، سرنوشت مشابهی یافت. سرانجام شاه پسری که شرایط پادشاهی داشته باشد، نداشت و فرزندان شاهزادگان نیز به‌خاطر عدم شورش احتمالی در حرمسرا با ناز و نعمت بزرگ شدند، تا فکر شورش به ذهنشان خطور نکند.

## زندگی

### تولد، کودکی و نوجوانی

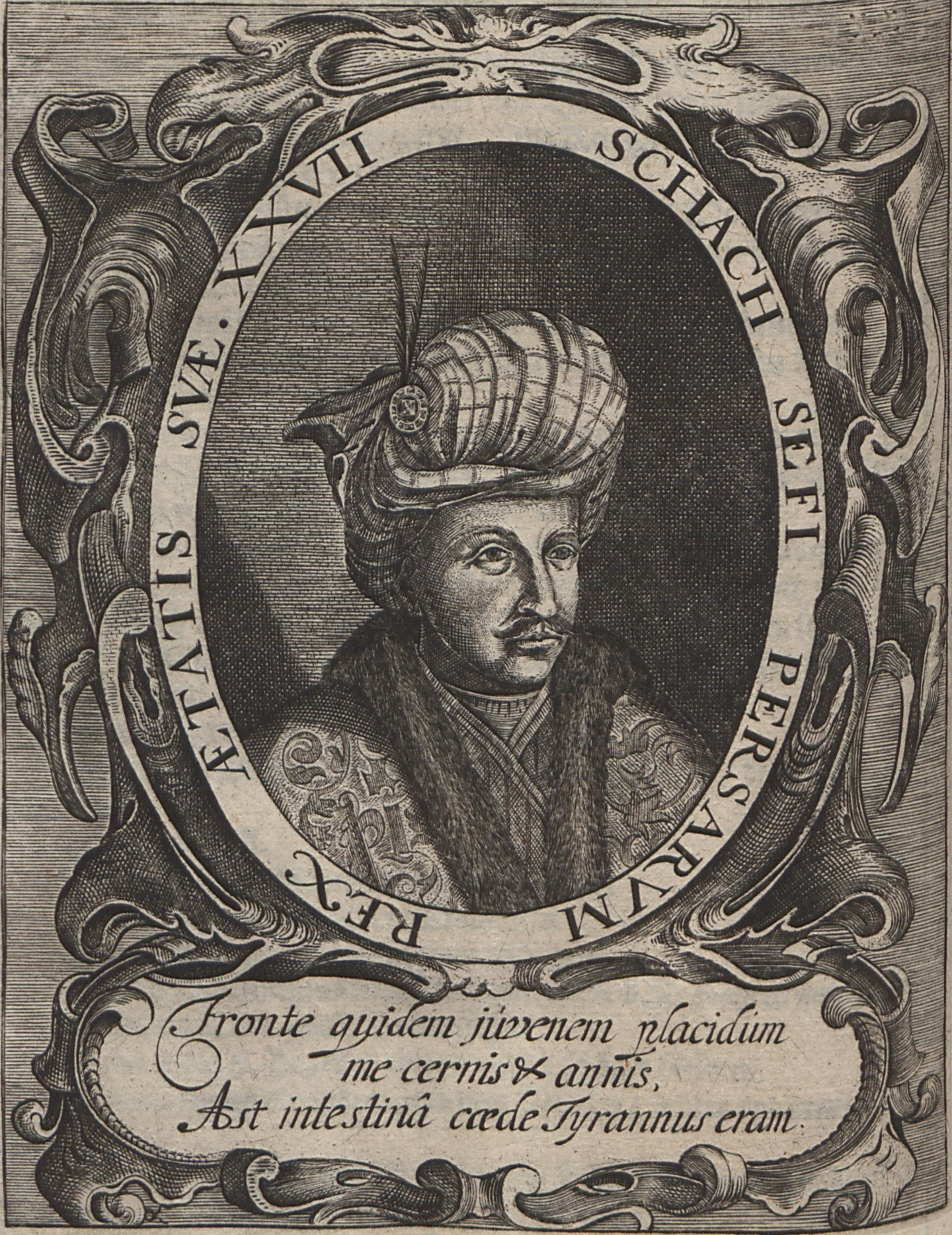
نگاره شاه صفی اثر آدام اولئاریوس

سام میرزا (شاه صفی) که به دستور شاه عباس به‌عنوان ولیعهد و جانشین وی انتخاب شده بود از ۵ سالگی در حرم کنار مادرش رشد پیدا کرد. شاه‌صفی اولین شاه صفوی بود که انحصاراً در حرمسرای شاهی بزرگ شده بود. این قانون برای بقیهٔ شاهزادگان و شاهان آیندهٔ صفوی نیز اجرا شد که در نتیجه شاهان نالایقی برسرکار آمدند، که هیچ درکی از مملکت‌داری و ادارهٔ حکومت نداشتند و فقط مشغول کارهای بیهوده و عیش‌ونوش در حرمسرا بودند. در دوران قفس (پس از ۱۰۰۰ ق. /۱۵۹۱–۱۵۹۲ م) که محبوس کردن شاهزادگان در حرم، پیش از رسیدن به پادشاهی باب بود، مادرهای شاهزادگان به همراه کسانی که در حرم کار می‌کردند، مثل خواجگان و غلامان حرم، اهمیت روزافزونی در سیاست پیدا نمودند که ایشیک‌آقاسی‌ها به‌عنوان عنصر کلیدی در ارتباط حرم با بیرون، مهم به‌شمار می‌آمدند و در سیاست اهمیت داشتند. در قفس نمودن شاهزادگان، تقلید از دربار عثمانی بوده‌است. شاه صفی تا آخر عمر خود نتوانست به‌طور کامل به خواندن و نوشتن مسلط شود.
مشهور است که شاه عباس بزرگ برای ایجاد حالت رخوت در سام میرزا (شاه صفی) دستور داده بود روزی یک نخود تریاک به او بدهند اما مادرش به جای آن داروی ضد سم به پسرش می‌خوراند تا در مقابل مسمومیت احتمالی مقاوم باشد. شاه صفی هنگامی که به تخت سلطنت نشست چنان خونسرد و خواب‌آلود و سست بود که پزشکان به شراب‌خواری تشویقش کردند تا مگر حس و حرارتی پیدا کند و جانی بگیرد. عیاشی و شرابخواری شاه صفی چنان تعجب‌برانگیز بود که حتی مورخان دولتی نیز ناگزیر از ذکر مفاسد آن شدند. برای مثال واله اصفهانی در کتاب خود خلدبرین، در صفحاتی چند حالت شاه را که به سبب مستی عارض می‌شد تصویر کرده‌است.

### جانشینی، تاجگذاری و اولین حکم‌ها
سام میرزا فرزند صفی میرزا (۹۹۵–۱۰۲۴ ه‍.ق) تنها گزینهٔ باقی‌مانده برای احراز مقام پادشاهی و جانشینی پس از مرگ شاه عباس بزرگ به حساب می‌آمد. به این ترتیب وی در سال ۱۰۳۸ ه‍.ق هشت روز پس از مرگ شاه عباس، در ۱۸ سالگی، در کاخ عالی‌قاپو بر تخت پادشاهی تکیه زد. از این پس سام میرزا با نام جدید شاه صفی (همانند اسم پدرش) به حکومت پرداخت.
| شاه عباس گرامی گهر بحر نجف       |  | از دُر ذاتش شد چون صدف دهر تهی   |
| به گرامی گهر نقد وجودش ایزد      |  | از سر لطف و کرم کرد عطا باد شهی |
| تا به پیشش همه آرند سر سجده فرو  |  | کرد نامش شه کونین شهنشاه صفی    |
| چون به کرسی خلافت به عدالت بنشست |  | خامهٔ بخت عدویش از جا گشت خفی    |
| گشت تاریخ جلوسش که الهی گردد     |  | داور دادده روی زمین شاه صفی     |

تعامل وی با علمای شیعه و نفوذ آن‌ها در ساختار حکومت نوپای شاه صفی از بر تخت نشستن وی کاملاً مشهود بود. با وجود این‌که شاه عباس، سام میرزا را به‌عنوان جانشین خود انتخاب کرده بود؛ اما مرگ وی در مازندران فرصت فراهم نمودن مقدمات این کار را از وی گرفت. به همین دلیل این کار بدون تأیید مقامات بلندپایهٔ حکومتی امکان‌پذیر نبود. به همین دلیل وزیران (مقامات دولتی) با همکاری گروهی از افراد صوفی جانشینی سام میرزا را تأیید و مقدمات این کار را فراهم کردند. از میان شاهان گذشته صفوی تنها جانشین شاه اسماعیل یکم توسط خود شاه پیشین انتخاب شده بود. شاه اسماعیل دوم و سلطان محمد خدابنده را سران قزلباش برای این امر مهم انتخاب کرده بودند و هیچ گروه دیگری قدرت دخالت در این امر را نداشت.
- در روایت میرزا سمیعا، با وجود عدم ذکر نامی از روحانیون در این قضیه، رسمیت یافتن جانشینی سام میرزا را منوط به تأیید جلسه وزیران و افراد صوفی بیان می‌کند. نکته ابهام آمیز جلسه فوق حضور افراد صوفی در این مجلس است. گروه غلامان گرجی تحت رهبری خسرو خان داروغه اصفهان و ابوالقاسم بیک ایواغلی ایشیک آقاسی باشی حرم با همکاری علمای شیعه به رهبری خاتم المجتهدین میر محمد باقر داماد زمینه پادشاهی وی را فراهم کردند.[۳۴][۳۵]
- خواجگی اصفهانی، اشاره دارد به حضور پرنگ علما و فقهای شیعه در این مجلس، تعیین ساعت تاج گذاری و بر تخت نشستن شاه توسط علما و خواندن خطبه پادشاهی به واسطه فقهای شیعه. روحانیون در این زمان قطعاً جای معنوی خلیفه‌الخلفا را در این مراسم از آن خود کرده بودند. وظیفه خواندن خطبه پادشاهی و گذاردن تاج بر سر پادشاه جدید را خلیفه الخلفا صوفیان قزلباش بر عهده داشت. این روی داد نوعی مشروعیت بخشی نایب مرشد کامل به پادشاه جدید به حساب می‌آمد. پس از تضعیف مقام خلیفه الخلفا و رشد جایگاه روحانیت، شیخ‌الاسلام این وظیفه مهم را او بر عهده گرفت. با این اقدام مشروعیت شاه جدید صفوی را علمای شیعه تأیید و رسمیت می‌بخشیدند.[۳۶]

مراسم تاجگذاری، شب دوشنبه چهارم جمادی‌الثانی سال ۱۰۳۸ ه‍.ق در اصفهان برگزار شد. در این مراسم سلطان‌العلماء آملی کمر و شمشیر سلطنتی را به شاه صفی بستند و خاتم مجتهدین، امیر محمدباقر داماد به زبان فصیح خطبهٔ شاهنشاهی را خواندند. فردای روز بر تخت نشستن شاه صفی مراسم دیگری برای تثبیت جایگاه و اعلام پادشاهی وی برگزار شد. در این مراسم روحانیون (خاتم مجتهدین) به عنوان برپا کنندگان این مراسم بودند. عجله در برگزاری دوباره مراسم نشان از شرایط ویژه آن دوران دارد. اجرای این مجلس نیز به دلیل وجه معنوی روحانیون بود. دو گروه فعال در این زمینه با احساس ترس از وقوع مخالفت‌های احتمالی و هم چنین شورش در نقاط مختلف کشور (مدعیان قدرت) با برپایی این مراسم، پادشاهی وی را تثبیت کردند.
در همان روزهای جشن تاجگذاری، سکه‌های طلای خالص به نام شاه صفی مسکوک شد.
| چون سکه به نام شاه پیراسته شد |  | در چشم ستاره قدر مه کاسته شد |
| دینار به سرخ‌رویی افروخته شد   |  | درهم به سفیدرویی آراسته شد   |

اولین حکم شاه صفی بعد از تاجگذاری، خراب نمودن تمام میخانه‌ها و از بین بردن خمرهای شراب بود. شاه صفی در حکم‌های بعدی به تعیین امرا و وزاری خود پرداخت.
مقام ایشک آقاسی باشی دیوان را به همراه قبای زربفت و مندیل تمام زر و چهار زری تمام زر و بالاپوش اندرون سمور زبفت به زینل‌خان شاملو، مقام وزارت اعظم را به همرا بالاپوش زربفت اندرون سمور و مندیل تمام زر و قبای زربفت به سلطان‌العلماء آملی، منصب قورچی‌باشی را به همراه خلعت با قبای زربفت و بالاپوش اندرون سمور و مندیل تمام زر و جغه سیاه به عیسی خان صفوی، منصب صدارت را به همراه خلع فاخره از قبای زربفت و بالاپوش زربفت اندرون سمور و مندیل تمام زر و ترصیع مهر حضرات چهارده معصوم به میرزا رفیع‌الدین محمد صدر، منصب رقم‌نویسی و واقعه‌نگاری را به همراه خلع فاخره و اسب خاصه به زین و یراق طلا به میرزا طالب‌خان و هر یک از حکام را همچون خسرومیرزا که از نبایر ولایت گرجستان بود و جد در جد، در این ولایت حاکم بودند را به حکامی همان ولایت اعطا نمودند. در همین سال، شاه صفی انعام‌های زیادی به کل حکام‌های ایران اعطا نمود. هشتاد هزار تومان به امام‌قلی خان حاکم فارس و به بقیه حکام محروسه، مبلغ پانصد هزار تومان انعام بخشیدند.

## اتفاقات و درگیری‌های دورهٔ سلطنت شاه صفی
اولین اختلالی که پس از مرگ شاه عباس پیش‌آمد، نافرمانی اعراب بدوی بنو لام در اطراف بغداد بود، که البته مشکل دامنه‌داری نبود. اما شورش‌های بعدی از ابعاد بزرگتری برخوردار بودند.

تغییرات نقشهٔ ایران در زمان شاه صفی در اثر درگیری‌ها

### شورش غریب شاه گیلانی
اقدامات گهگاهی شاه عباس برای کاهش فشار مالیات و جبران اشتباه‌ها، نتوانست چندان نظر مردم گیلان را به خود جلب کند. قیام‌های عمومی به فاصلهٔ چند سال پس از فتح گیلان توسط شاه عباس، چندین بار رخ داد که هربار با خشونت معمول قزلباشان سرکوب شد. خطرناک‌ترین شورش در ۱۰۳۸ ه‍.ق در لشت نشا کوتاه‌‌‌مدتی پس از مرگ شاه عباس پیش‌آمد. با حکمرانی ستمگرانهٔ اصلان‌خان،  وزیر گیلان،  مردم صبر از کف دادند و پیرامون کالنجار سلطان که از نهانگاه خود در جنگل بیرون آمده و ادعا می‌نمود که پسر امیره جمشیدخان بیه‌پس است جمع شدند. جمشیدخان از خان‌های بیه‌پس (غرب گیلان) بود که در زمان شاه عباس سرنگون شده بود. به نوشته ثواقب، کالنجار سلطان را عده‌ای از حکام و ملاکین قدیم که در خفا می‌زیستند، به گمان موقعیت مناسب به سلطنت برگزیدند و عادل شاه نامیدند. سپاه بزرگی از مردم عادی از او پیروی کرده او را با عنوان عادل شاه و غریب شاه، شاه اعلام کردند. شورشیان در ۲۰ شعبان ۱۰۳۸ ه‍.ق رشت را تصرف کردند و جمع کثیری را به قتل رساندند. فومن را غارت نکردند به‌دلیل این‌که اهالی خود را تسلیم کردند. لشت نشا هم غارت شد. خانه‌ها، مغازه‌ها، کاروانسراها، بازارها و اقامتگاه کلانتر لاهیجان و دفاتر دولتی غارت و تخریب شدند. در پاسخ، خان‌های تنکابن، آستارا و گسکر در کوچصفهان بر غریب‌شاه غالب شدند و قیام با خشونت و کشتار قیام‌کنندگان سرکوب شد. تعداد کشته‌شدگان را تا ۸۰۰۰ نفر آورده‌اند. عادل شاه نهایتاً از ساروخان تالش، حاکم آستارا، که از شاه صفی فرماندهی کل گیلان را گرفت شکست خورد. ساروخان به هنگام ترک، دختران و زنانی را که سپاهش اسیر کرده بود با خود برد. عادل شاه به دربار فرستاده شد. شاه صفی که در آغاز می‌خواست او را ببخشد، به تحریک اطرافیان تصمیم گرفت او را بکشد. طی جشن بزرگی در عالی‌قاپو مدتی غریب‌شاه را شکنجه داده و پاهای او را نعل و آروارهٔ پایینش را سوراخ کردند. سرانجام در جلوی جمعیت در میدان نقش جهان تیربارانش نمودند.

### اولین حملهٔ ازبکان ۱۰۳۸ ه‍.ق/ ۱۶۲۹ م
در اواخر حکومت شاه عباس بزرگ، دو حکومت اصلی در بین ازبکان وجود داشت که همواره با یکدیگر و همسایگان در حال جنگ بودند: خانات خیوه در ناحیهٔ خوارزم و خانات بخارا در بخارا و شمال خراسان بزرگ. البته روش حکومتی در این خانات به صورت متمرکز نبوده‌است و حکمرانان هر ناحیه‌ای درجه بالایی از خودگردانی داشته‌اند. تا زمانی که شاه عباس زنده بود، اسفندیار خان، خان خیوه (حاکم اورگنج)، به خراسان حمله نمی‌کرد، اما پس از مرگ شاه عباس، هم خود خان خیوه و هم برادرش ابوالغازی به خراسان حمله کردند. در نخستین سال زمامداری شاه جدید، گزارش‌های دیده‌بانان دولتی از خراسان فزونی گرفت و آشفتگی رخ نمود. شاه صفی برای آسایش و امنیت مردم، زمان‌بیک ناظر بیوتات و تفنگچی‌آقاسی را به سرداری خراسان فرستاد و ۱۵ هزار تومان پول و ابریشم به او داد تا تفنگچی بیشتری در خدمت گیرد.
اسفندیار سلطان برادر ابوالغازی‌خان با سپاهی به حوالی مرو رسیده پیغام‌های به عاشورخان کهرلو حاکم مرو فرستاد تا شاید بتواند او را از قلعه بیرون بیاورد. بالاخره عاشورخان قلعه را به محافظان سپرده و با سپاه قزلباش به بیرون آمدند، در برابر اسفندیار خان به مبارزه پرداختند. عاشورخان در این جنگ پیروز شده، اسفندیار خان فرار کرد.
با وجود شکست اسفندیار، ابوالغازی خان برادرش به تحریک شماری از بزرگان نسا، ابیورد و درون به‌واسطهٔ نزدیکی مذهبی با ازبکان، رهسپار تسخیر این سرزمین‌ها شد. محب‌علی سلطان فرزند بکشخان‌استاجلو حاکم نسا و اغورلوسلطان حاکم درون، از ترس ازبکان فرار کردند و مردم آن نواحی بنا به مذهب خود به استقبال ابوالغازی‌خان رفتند. خبر آمدن ابوالغازی‌خان و تصرف قلاع و رفتن به سمت قلعهٔ ابیورد به گوش زمان‌بیک ناظر و تفنگ‌چی آقاسی رسید که به آن حدود رفتند. ابوالغازی‌خان از نسا به سمت قلعهٔ ابیورد آمد، جمشید سلطان گرجی حاکم قلعه ابیورد آنجا را استحکام داده در تدارک سپاه بود که خبر آمدن منوچهرخان (فرزند قرچقای‌خان حاکم مشهد) و بیرام‌علی سلطان‌بیات حاکم نیشاپور و احمدسلطان چگینی حاکم سبزوار رسید که خود را به ابیورد رسانیده‌اند. ابوالغازی‌خان از این خبر متزلزل شده، به سمت نسا رفت و در راه با قزلباش‌ها رو به رو شد که جنگی درگرفت. قزلباش‌ها حملات شدید علیه وی انجام دادند که در نهایت، ابوالغازی تاب مقاومت نیاورده، فرار کرده و غنائم بسیاری به دست قزلباش‌ها افتاد. در این درگیری حدود ۳ تا ۴ هزار نفر از نیروهای ازبک کشته یا اسیر شدند. خسرو خان بیگلربیگی استرآباد و علی یارخان گرایلی خود را به معرکه رسانیدند. ابوالغازی نیز به سمت خوارزم عقب‌نشینی کرد. شاه صفی پاداشی بابت این پیروزی به تمام امرای این جنگ داد.
در سال ۱۶۲۹ میلادی والی میمنه همراه اورازقوش بیگی، از سرداران معروف خان بلخ، به ماروچاق که در دست ایرانیان بود حمله کرد. پس از دوازده روز جنگ و محاصره ازبکان به نتیجه‌ای نرسیدند و خواستند در مقابل ماروچاق یک دژ بنا کنند. در این زمان خبر رسید که فرمانده ارتش خراسان، زمان بیگ، قصد آمدن به این ناحیه را دارد که اوراز بی هزار نفر را به مقابله فرستاد. این عده شکست خوردند و بسیاری از ایشان اسیر شدند. در نتیجه، سردار ازبک به فرمانده خراسان نامه نوشت و از این حمله اظهار پشیمانی نمود و عذرخواهی کرد. شاه صفی دستور داد که اسیران را آزاد کنند و تا ۱۸ ماه صلح برقرار بود. این فرصت زمان مناسبی بود تا تعدادی از نیروهای خراسان در عقب راندن عثمانیان در ۱۶۳۰ م کمک کنند. در ۱۶۳۰ م/۱۰۳۹ ق، ازبکان کل گناه حملات را بر گردن ابوالغازی (برادر اسفندیار) انداختند و از حملات عذرخواهی کردند. سپس ابوالغازی را دستگیر کرده و در ابیورد تحویل بیگلربیگی خراسان دادند که در همدان پیش شاه صفی بردند و ده سال در قلعه طبرک اصفهان زندانی شد.

### اولین جنگ ایران و عثمانی ۱۰۳۸ ه‍.ق / ۱۶۲۹ م. تا ۱۰۴۰ ه‍.ق / ۱۶۳۱ م
سلطان مراد پادشاه عثمانی به مجرد آگهی از مرگ شاه عباس به آذربایجان و بغداد لشکر کشید. البته مراد چهارم از آخرین پادشاهان جنگنده عثمانی است که پس از او به ندرت کسی از پادشاهان عثمانی در میدان جنگ حاضر می‌شد. خسرو پاشا وزیر اعظم عثمانی با مأموریت بازپس‌گیری ولایاتی که در زمان شاه عباس از تصرف آنان خارج شده بود، به سوی ایران روانه شد. در سال ۱۰۳۹ ه‍.ق / ۱۶۲۹ میلادی، ابتدا شهرزور را تصرف کرد و مقر فرماندهی خود را در آن قرار داد و با جمع‌آوری تدارکات از حله و اشغال سرزمین اردلان برای هجوم به بغداد آماده شد سپس به بغداد حمله نمود که از ۱۷ صفر ۱۰۳۹ ق (سوم مهر) تا ۸ ربیع‌الثانی (۲۳ آبان) تحت محاصره بود اما نتوانست بغداد را تصرف کند. خسرو پاشا که مأموریت اصلی‌اش استرداد بغداد بود، گروهی از سپاه خود را همراه با برخی خان‌های کُرد به سوی تبریز روانه ساخت. تبریزیان از بیم قتل و غارت، اسباب و اموال خود را در نهان‌خانه‌ها گذاردند و گروهی نیز تبریز را ترک گفتند؛ اما صف‌آرایی سپاه ایران به سرکردگی رستم‌بیک، دیوان بیگی تبریز و نقدی‌بیک شاملو، داروغهٔ فراشخانه در برابر سپاه عثمانی در کنار آجی‌چای، باعث قوت قلب و اطمینان تبریزیان شد. سرانجام، عثمانیان عقب‌نشینی کردند و کاری از پیش نبردند.
در آذربایجان سپاه عثمانی کاری از پیش نبرد و در بغداد با مقاومت صفی‌قلی‌خان والی قزلباش آن برخورد که با جسارت و جلادت از آن شهر دفاع کرد و از پیشرفت سپاه دشمن جلوگیری نمود. صفی‌قلی‌خان در دفاع از بغداد حدود دوازده هزار نفر به عثمانیان تلفات وارد نمود. در همین ماجرا یک دسته از سپاه ایران به سرکردگی زینل‌خان شاملو در حدود مریوان از سپاه عثمانی شکست خوردند (رمضان ۱۰۳۸ ه‍.ق) و به‌دنبال آن عثمانی‌ها وارد ایران شدند. بخش دیگری از سپاه عثمانی به حوالی همدان رسیده بودند که به دستور شاه صفی مردم این ولایت مهاجرت کرده و به نقاط دیگر رفتند تا از آسیب لشکر دشمن در امان باشند، اما به اعتبار جمعیت سپاه قزلباش حرکت مردم به تعویق افتاد.

#### قتل‌عام همدان
در سال ۱۰۳۹ ه‍.ق عثمانی‌ها به همدان تاختند و این شهر به تصرف ایشان درآمد و اهالی همدان در شش روز تمام قتل‌عام شدند. خسرو پاشا، محله‌های همدان را میان هفت تن از پاشایان تقسیم کرد و فرمان داد که در یک هفته، تمام مردم شهر و حتی حیوانات را بکشند، بناها را ویران کنند و درختان را ریشه‌کن سازند؛ و اگر در پایان این مدت در منطقه‌ای جانداری پیدا شد، یا دیوار و درختی برپا بود، فرمانده آن‌جا خود کشته می‌شود. آن‌گاه در پایان مهلت بازرسان خسرو پاشا، سراسر شهر را جستجو کردند و هر زخمی و بیماری هم که در ویرانه‌ها یافتند، کشتند. البته از سویی دیگر پادگان ایرانی بغداد (سپاه همدان به فرماندهی صفی‌قلی‌خان که بیگلربیگی همدان هم بود) چنان دلاورانه دفاع کردند، که ترک‌ها با شنیدن حرکت شاه صفی برای نجات بغداد، به ترک محاصرهٔ آن شهر وادار شده و ناچار به موصل عقب نشستند. از این لشکرکشی سودی عاید عثمانی نشد. بعد از پایان این جنگ بعضی از اطرافیان شاه صفی ذهن او را نسبت به زینل خان بدبین و شاه را برای قتل او ترغیب کردند. لیکن دیری نگذشت که زینل خان مورد غضب شاه واقع شد. به این ترتیب شاه دستور داد تا زینل خان را به حوالی خیمهٔ حرم خود بیاورند، و به دستور وی غلامی از خواجه سرایان به‌نام بهرام، سر زینل خان سپهسالار را در ۶ ذی‌الحجه ۱۰۳۹ ه‍.ق از تن جدا کرد. سپس به دستور شاه صفی سر وی را به دید لشگریان درآوردند تا باعث عبرت همگان شود.
در همان روز شاه صفی، اغورلو خان شاملو را به مقام ایشک آقاسی باشی و به مرتبهٔ خانی ترفیع داد و به حکامی ایالت ری برگزید و همچنین مقام سپهسالاری را به رستم‌بیگ غلام خاصه واگذار نمود.

### شورش خان‌احمدخان اردلان در کردستان
از دیگر شورش‌های این دوره قیام خان‌احمدخان اردلان والی کردستان بود. او که در دورهٔ شاه عباس دز تصرف قلعه رواندوز و شهر موصل از خود دلاوری‌های بسیار نشان داده بود پس از مرگ شاه نیز کماکان مورد عنایت وی بود تا این‌که سعایت دیگران باعث بدگمانی شاه صفی شد. اردلان خان داماد شاه عباس بود و زرین کلاه، خواهر او را در حبالهٔ نکاح و از این زن پسری به‌نام سرخاب که بسیار مورد توجه شاه عباس بود، داشت. اما بدگمانی شاه صفی باعث شد این جوان را کور کردند و این حرکت، خشم و طغیان اردلان خان را به‌دنبال داشت.
در سال ۱۰۳۹ ه‍.ق / ۱۶۳۰ میلادی هنگامی که کردان نواحی غربی به سرکردگی خان‌احمد اردلان و به تحریک خسرو پاشا دست به شورش زدند، جانی بیک که مورد اعتماد شاه صفی بود، از طرف او به سرداری قشون گماشته شد و به سوی ولایت اردلان اعزام شد.
خان احمدخان که با دولت عثمانی هم‌پیمان شده بود با کمک عثمانی‌ها چند ناحیه از ایران (کرمانشاه، سنقر، همدان، خوی و ارومیه) را متصرف گشت. پس از آن از طرف عثمانی موصل و کرکوک نیز به او داده شد و خان‌احمدخان اردلان هفت سال در موصل و کرکوک حکم‌فرمایی کرد.
در آن ایام سپاهی به فرماندهی سیاوش بیگ و شاهوردی خان، برای سرکوبی او اعزام شد که در نهایت به شکست خان‌احمدخان اردلان منجر شد. در این جنگ کوچک، احمد پاشا یکی از حکام عثمانی همراه با محمّد پاشا (بیگلربیگی موصل) که با اردلان خان هم پیمان شده بودند به قتل رسیدند. عاقبت خان‌احمدخان اردلان به واسطهٔ بیماری که داشت، در حال فرار درگذشت.

### دومین حمله ازبکان
خان بخارا از ۱۶۱۱ تا ۱۶۴۲ میلادی، امامقلی خان بود که برادرش ندرمحمد خان را به امیری بلخ برگزیده بود. پسر ندرمحمدخان، عبدالعزیز نام داشت که پس از فوت شاه عباس بارها به ایران حمله نمود. به‌گفتهٔ واله اصفهانی، عبدالعزیزخان بیشتر از این‌که به حمام برود، به غارت خراسان می‌رفته‌است!
در ۹ شوال ۱۰۴۰ه‍.ق (۱۱ می ۱۶۳۱ میلادی) حمله جدید ازبکان بخارا به بالامرغاب و بادغیس شکست خورد و ازبکان ۳۰۰ نفر اسیر دادند. در نوامبر همان سال ازبکان به غوریان حمله کردند که پس از روبرو شدن با مقاومت دژ غوریان، به سوی تربت جام، خواف و باخزر رفتند که پس از رسیدن نیروهای صفوی، به غارت احشام ایل عرب خفاجه بسنده کرده و به سمت بخارا برگشتند. چون حاکم هرات گزارش حادثه را به شاه صفی فرستاد، شاه با تغییر سیاست نرمش و ملایمت خود با ازبکان به خراسانیان دستور داد که با شدت، تهاجمات ازبکان را در هم کوبند و اگر بزرگان خراسان در دفع ازبکان کوتاهی کنند ایشان را شدیداً تنبیه خواهد کرد. در اواخر سال ۱۰۴۱ ه‍.ق (۱۶۳۲ میلادی) عبدالعزیز خان از پیمانی که با صفویان داشت سرباز زد و به تصور تسخیر دوبارهٔ خراسان به تجهیز قوا مشغول شد. سپاهیان او دوباره به خراسان تاختند. خودش به ماروچاق حمله کرد و ندر دیوان بیگی به مرو. با وجود این‌که والی مرو تازه درگذشته بود، اما پانزده هزار سپاهی ازبک نتوانستند مرو را فتح کنند و به بخارا بازگشتند. عبدالعزیز با (سی هزار یا بیست هزار نفر) سپاهی به خراسان وارد شد. پیش از آن مردم، منطقه را تخلیه و براساس سنت آن روزگار صفویان، آذوقهٔ مورد احتیاج سپاه مهاجم را از بین برده بودند. عبدالعزیز و نیروهایش توانستند در نبردی سنگین ماروچاق را فتح کنند. سپاهی به فرماندهی رستم بیگ و رستم محمدخان حاکم درجزین مأمور ختم غائله شدند، با شنیدن خبر آمدن سربازان خراسان، ازبک‌ها ناحیه را غارت و ترک نمودند. در مقابل سپاه قزلباش هم به چند شهر خان‌نشین بخارا حمله کردند و عده‌ای را اسیر نمودند که شاه صفی دستور داد ایشان را آزاد کنند. در ۱۶۳۳ م ازبکان سرخس را اشغال کردند و پادگانی را در آن مستقر نمودند. در بازپس گرفتن سرخس، دویست نفر از ازبک‌ها اسیر شدند.

### شورش شیرخان افغان

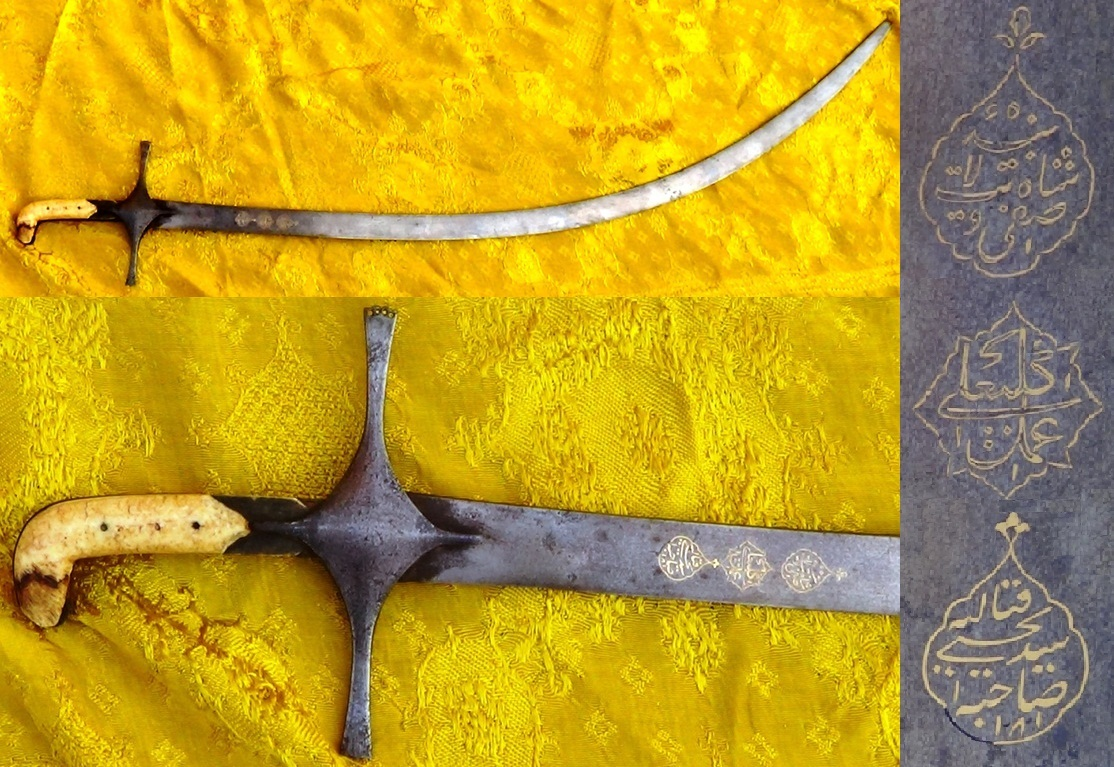
شمشیری متعلق به شاه صفی. بر روی این شمشیر امضایی با نام «عمل کلبعلی» نگاشته شده‌است. «عمل» یعنی کار، «کلب» یعنی سگ و «علی» نیز نام کوچک علی بن ابی‌طالب است. همانند نام اسدالله، کلبعلی نیز از نام‌های خاص شیعی است. عبارت کلبعلی «سگ علی» نشان‌دهندهٔ سرسپردگی سازنده به علی اولین امام شیعیان است.

در سال ۱۰۴۰ه‍.ق در ایالت قندهار شورش رخ داد. کانون اصلی شورش، ناحیه پوشنگ بود که گروهی از افغان‌ها موسوم به کاکری در آن مسکن داشتند و حکمرانی آن در دست شیرخان افغان بود. جایگاه اصلی افغان‌های شیرخانی در تَرین بود و گاهی نام شیرخان را با پسوند ترینی آورده‌اند. نگهداری قندهار، برای امنیت کابل و کل خراسان اهمیت داشت. این شهر به‌صورت اجتناب‌ناپذیر، باعث کشمکش بین گورکانیان هند و صفویان ایران بوده‌است. صفویان از طریق حکمرانان خود در قندهار، عوارض گمرکی به‌عنوان حق عبور از کالاها دریافت می‌نمودند. هردو امپراتوری گورکانی و صفوی، به این شهر برای دفاع در مقابل ازبکان احتیاج داشتند. شیرخان فرزند حسن خان بن عبدالقادر افغان ترینی بود که پدرش در زمان شاه تهماسب یکم تابع و خراج‌گزار سلطان حسین حاکم قندهار بود. هنگامی‌که قندهار در سال۱۰۰۳ ه‍.ق به تصرف گورکانیان درآمد، حسن خان نتوانست در جایگاه خود اقامت کند و در سال(۱۰۱۱ ه‍.ق) با بستگان خود به خراسان آمد و در زمرهٔ ملازمان شاه عباس اول قرار گرفت و در ولایت فراه استقرار یافت. شیرخان پس از مرگ پدر به خدمت شاه عباس رسید و پس از فتح قندهار به‌دست شاه عباس (سال ۱۰۳۱ ه‍.ق) الکای پوشنگ که جایگاه پدرانش بود به وی داده شد و در آن ولایت تمکن و استقلال یافت. بعد از فوت گنجعلی خان که پسرش علیمردان خان جانشین او شد، شیر خان از روی غرور و مقام‌خواهی و با اعتماد به عنایات گوناگونی که شاه عباس به وی می‌کرد، خودرأیی و زیاده‌روی پیش گرفت. شیر خان شروع کرد به تجاوز، غارت و باج گرفتن از کاروان‌های تجاری هندوستان که از ناحیه قندهار و اطراف آن عبور می‌کردند. تجار از زیاده‌خواهی‌های او ناراضی بودند. او همچنین به آزار و اذیت سایر افغان‌هایی که مطیع دولت صفوی و تابع بیگلربیگی قندهار بودند، به‌ویژه طایفهٔ ابدالی که خودشان امیر جداگانه داشتند، پرداخت و با همهٔ تذکرهای حاکم قندهار، او از کار خود دست برنمی‌داشت و به همین دلیل بین او و علیمردان خان کدورت پدید آمد. علیمردان خان از ترس آنکه مبادا درگیری با شیر خان مورد رضایت شاه عباس نباشد (چراکه شاه پیشتر عنایت و توجه خاصی به شیر خان داشت)، حرکات ناشایسته او را نادیده می‌گرفت و هرکدام علیه دیگری، گزارش‌هایی به شاه رسانیده و از رفتار یکدیگر شکایت می‌کردند. در سال ۱۰۴۰ ه‍.ق او از سر بلندپروازی و قدرت‌طلبی تصمیم گرفت به قلمرو پادشاه مغولی هند تجاوز کند. علیمردان خان او را از این تصمیم منع کرد. کاروان‌های هندی از دست شیرخان به علیمردان خان شکایت‌های زیادی نوشتند و علیمردان خان از ترس آن‌که مبادا به واسطهٔ عدم برخورد با شیر خان، مورد اعتراض شاه صفی قرار گیرد، با لشکر قزلباش به عزم گوشمالی شیر خان به سمت پوشنگ حرکت نمود. شیر خان با کمال دلیری به نیروهای قزلباش یورش برد اما نتیجه‌ای از پیکار خود نگرفت و تاب مقاومت در برابر نیروهای علیمردان خان نیافت و شکست خورد. شیر خان پس از شکست و تلف شدن بسیاری از نیروهایش، به جانب حاکم مولتان فرار نمود و اظهار طرفداری پادشاه مغولی هندوستان را کرد. اما هنگامی که از جانب پادشاه گورکانی هندوستان حمایتی به او نرسید، مأیوس شد و تصمیم گرفت، شخصاً دست به عملیات نظامی بزند. علیمردان خان ناگزیر در رأس یک نیروی ده هزار نفری از قندهار بیرون آمده عزیمت پوشنگ کرد. چون از نقطه‌ای به نام کوتل پنجمردک عبور نمود، شیر خان از آمدن نیروهای حریف آگاه شد و افغانان همراه او نیز ترسیده و از گرد وی پراکنده شدند. در نتیجه شیر خان که یارای جنگیدن در خود ندید، با تعداد اندکی از مردان خود از جماعت ترینی، فرار کرد و به طرف هزاره‌جات مابین بلخ و کابل رفت و در آن‌جا بی‌سر و سامان به سر برد. کوشش‌های شیر خان برای نجات آنان به جایی نرسید و او به‌سوی هند روی آورده و به خدمت گورکانیان درآمد(۱۰۴۱ ه‍.ق). شاه صفی نامه‌ای برای او فرستاد به این مضمون که وی را عامل مخفی خود در هند نماید. محتوای نامه چنان‌که انتظار می‌رفت به نظر شاه جهان رسید و او بی‌درنگ شیرخان را از میان اطرافیان خود حذف و از منصبش عزل کرد. اندکی بعد، شیرخان با قلبی شکسته درگذشت.

### قتل و کور کردن دولت‌مردان و خانوادهٔ سلطنتی
چون کورند وجودشان بیفایده است.

صفی دربارۀ کشتن دو عموی کور خود
شاه صفی چند سال پس از رسیدن به تاج‌وتخت، دستور به قتل هرکسی که را در موردش شک، سوءظن یا بی‌علاقگی داشت، صادر می‌کرد. در زمان جانشینی شاه صفی، عمه او زبیده‌بیگم، که دارای سه فرزند بود با حامیانش به مخالفت با جانشینی شاه صفی پرداختند. زبیده بیگم در اواخر حکومت شاه عباس بزرگ، پسر بزرگ خود را نامزد سلطنت کرد، که با مخالفت روبه‌رو شد. شاه صفی او را متهم به تلاش برای مسموم کردن خود نمود و نهایتاً در سال ۱۶۳۲ میلادی زبیده بیگم، شوهرش (عیسی خان قورچی باشی) و فرزندانش به دستور شاه صفی به قتل رسیدند
در همین سال؛ حیدرسلطان قویله حصارلوروملو، چهار پسر سلطان‌العلماء آملی و یک یا دو پسر میرزامحسن رضوی، متولی‌باشی مشهد مقدس، و یک پسر میرزا رضی صدر و دو یا سه پسر میرزا رفیع که از نبیره‌های شاه عباس بودند، همگی به امر شاه صفی کور شدند یا به قتل رسیدند. همچنین، چهار پسر حسن‌خان استاجلو که از نوادگان شاه تهماسب یکم بودند در شهر قم و ساوه به قتل رسیدند. تخته‌خان استاجلو، میرمحمدطاهر وزیرعیسی‌خان، چراغ‌خان قورچی‌باشی، سنجرمیرزا و پسرش، همچنین پسر شاه ظهیرالدین‌علی که از نوادگان شاه اسماعیل دوم بود کور شدند. سلطان حسین‌خان پسر علی‌قلی‌میرزا شاملو که از نبیره‌های دختری شاه اسماعیل دوم بود به قتل رسید. از غلامان گرجی و چرکسی که به قتل رسیدند می‌توان از یوسف‌آقا و جمع کثیری از نزدیکان و یاران وی نام برد.
شاه صفی، تنها برادر خود سلطان‌سلیمان میرزا، عموهای کور خود محمد میرزا و امام‌قلی میرزا و حتی نجف‌قلی میرزا (پسر امام‌قلی میرزا) را نیز به قتل رساند. بر اساس نظر دیوید بلو، توطئه دادگاه ۱۶۳۲ که ریشه‌اش از حرم‌سرا و از اقلیتی از زنان که ضدحکومت شاه صفی بودند، نشأت می‌گرفت، منجر به دستور زنده‌به‌گور کردن ۴۰ نفر از زنان حرم شد.
دخترهای شاه عباس نیز عاقبتی بهتر از پسران شاه و دایی‌هایشان نداشتند و اکثر نوه‌های دختری شاه عباس نیز توسط پسردایی خود (شاه صفی)، کور شدند.

#### خشونت شاه صفی
برای نشان دادن خشونت شاه‌صفی مثال می‌زنند که؛ در سال ۱۰۴۲ ه‍.ق / ۱۶۳۲ میلادی، حاکم قم به حکم شخصی خود، بدون این‌که به شاه صفی بنویسد، عوارض مختصری به سبدهای میوه که وارد شهر می‌شد بسته بود. هنگامی که خبر به شاه رسید، به قدری متغیر شد که دستور داد حاکم را با زنجیر به اصفهان بردند. پسر این حاکم از محارم شاه بود و توتون و چپق مخصوص به شاه می‌داد، شاه صفی حکم کرد تا پسر سیبیل‌های پدرش را بکند، بعد بینی او را ببرد، بعد گوش‌ها و چشم‌ها و دست آخر سر او را از تنش جدا کرد. بعد از این‌کار، شاه صفی؛ پسر را به جای پدر حاکم قم کرد و پیرمرد عاقلی را به نیابت او مقرر داشت و او را با حکمی بدین مضمون به قم فرستاد:
اگر تو از آن سگ که به درک رفت بهتر حکومت نکنی، تو را به سخت‌ترین شکنجه خواهم کشت.— حکم شاه صفی
- دستور شاه صفی مبنی بر زنده‌به‌گور کردن چهل نفر از زنان حرم خود در باغ قصر به عنوان مجازات بخاطر اتهام در توطئه علیه زندگی خود. یوهان دیوید زُنِرن ۱۷۰۱
- جوانی در حال قطع کردن بینی پدرش به دستور شاه صفی، ژان لویکِن
- شاه صفی در حال نشان دادن سر قطع شده فرزندان زبیده بیگم به وی. پیتر ون‌دِرآ ۱۶۹۸

شاه صفی بسیار سختگیر و بی‌گذشت بود و گاهی در مجازات‌هایش تا حد قساوت پیش می‌رفت. در یکی از روزها که وی مشغول شکار بود، پیرمردی بینوا که نمایندهٔ روستایی بود برای شکایت از حکام ایالتی که با رعایایش بدرفتاری می‌کرد، با کاغذی که در دست داشت از پشت سنگ بیرون آمد و فریاد کشید: «شاها به داد من برس.» شاه صفی بی‌آن‌که پاسخی به او بدهد کمان را گرفت و دو تیر به سوی پیرمرد انداخت و او را کشت. آن‌چه شاه صفی را به چنین عمل سفاکانه‌ای واداشت، حضور چند تن از زنانش در آن شکارگاه بود. در این برخوردها هر شخصی سر راه شاه یا حتی نواحی مجاور پیدا شود هیچ بخششی وجود ندارد.

### شورش درویش رضا در قزوین
درویش رضا، درویشی در قزوین بود که جهت کسب اعتبار، خود را به طوایف شاملوی افشار منسوب می‌کرد. ابتدا کارگزار حاکم همدان شد و در یکی از سفرها در آب رود ارس غرق شد، اما پس از سه روز از آب نجات پیدا کرد و پس از آن همراه با جمعی از درویشان به سرزمین‌های عثمانی، مراکش و مصر سفر کرد. در سفر، به روایت واله اصفهانی، سررشته‌ای از علوم غریبه و فنون عجیبه به‌دست آورد و ادعای کشف و شهود نمود. شاردن ادعا کرده‌است که فرار درویش رضا از خدمت حاکم همدان، اعتراضی بوده‌است به حضور غلامان در جنگ‌های زمان شاه عباس که عرصه سنتی قزلباش‌ها بوده‌است و دخالت غلامان شاه را در جنگ، تضعیف قزلباش‌ها به‌حساب می‌آوردند. سپس به ایران بازگشت و در قاقازان قزوین ساکن شد و با درباریان نزدیک شد. سپس خانقاه او طرفداران بیشتری پیدا کرد و میرزا تقی اعتمادالدوله را هم تحت تأثیر قرار داد. سپس علمای قزوین با ادعای کفر با او به مباحثه پرداختند که توانست از عهدهٔ سؤال‌های ایشان بر آید و ایشان از او دست برداشتند و رهایش کردند. پس از مدتی و با افزایش طرفدارانش گاهی ادعای نیابت امام غایب را نمود و گاهی هم خودش را مهدی موعود می‌خواند. البته عقاید و افکار خود را در خفا نگاه می‌داشت و به صراحت اظهار نمی‌نمود. نقشهٔ درویش رضا این بود که با مریدان ابتدا قزوین را به تصرف درآورد و با برانگیخته شدن بقیه مردم، مناطق دیگر را هم تصرف کند. از نظر فکری، آموزه‌هایی از اعتقادات اهل حق، مشعشعیان، موعودگرایی، نقطویان و قلندران در اصول فکری هواداران درویش رضا قابل تشخیص است. قبلاً در زمان شاه عباس هم درویش خسرو نقطوی دارای هواداران بسیاری شده بود که شاه او را اعدام کرد و تمایلی که درویش رضا به تصاحب تخت پادشاهی صفوی داشت، از نوع همان گرایش‌های درویشان نقطوی است. اعتقاد به تناسخ در مریدان درویش رضا، باعث پیوند شورش فعلی با نقطویانی بود که در دورهٔ شاه عباس سرکوب شده بودند. حتی در ۱۰۴۹ ه‍.ق پس از سرکوب درویش رضا، شاطری را که ظاهرش شبیه او بود به‌عنوان پیشوا برگزیدند و دوباره شورش کردند که شاه صفی این شورش را هم با اعدام شاطر سرکوب کرد. فشارهای مالیاتی، باعث می‌شد که نظر درویشان نقطوی که بر نوعی اشتراک در مالکیت، برای روستاییان جذاب باشد. طرح دعوی نیابت یا مهدویت از طرف درویش رضا، بیش از آنکه نمایانگر عقیده شیعه امامی او باشد، اقدامی بوده ضد علمای شیعه که انکار مرجعیت علما و طرح نیابت عامه امام از سوی ایشان بوده‌است. در ۱۶ ذیحجه ۱۰۴۱ ه‍.ق درویش رضا همراه با تعداد زیادی از مریدان خود از خانقاه کافورآباد با سلاح بیرون آمد و به تصرف قزوین حرکت نمود. این تعداد زیاد، ابتدا به در خانه داروغه شهر رفتند و خواستند که با شورشیان همراه شود وگرنه تنبیه خواهد شد. داروغه نه به جنگ شورشیان آمد و نه با آنان همراه شد. درویش رضا پایگاه خود را در آستانه شاهزاده حسین قزوین قرار داد و پیروانش ادعا کردند که قصد زنده کردن یکی از سادات درگذشته قزوین، به نام میر فغفور را دارد. این خبر در قالب آوازه ظهور و خروج صاحب الزمان و خبر احیای اموات در شهر پیچید و موجب هیجان شدید مردم شهر شد. نتیجه هجوم نیروهای نظامی به آرامگاه میر فغفور و آتش زدن مقبره شد که باعث مرگ او گشت.

### شورش داوودخان در قراباغ و قتل امام‌قلی‌خان

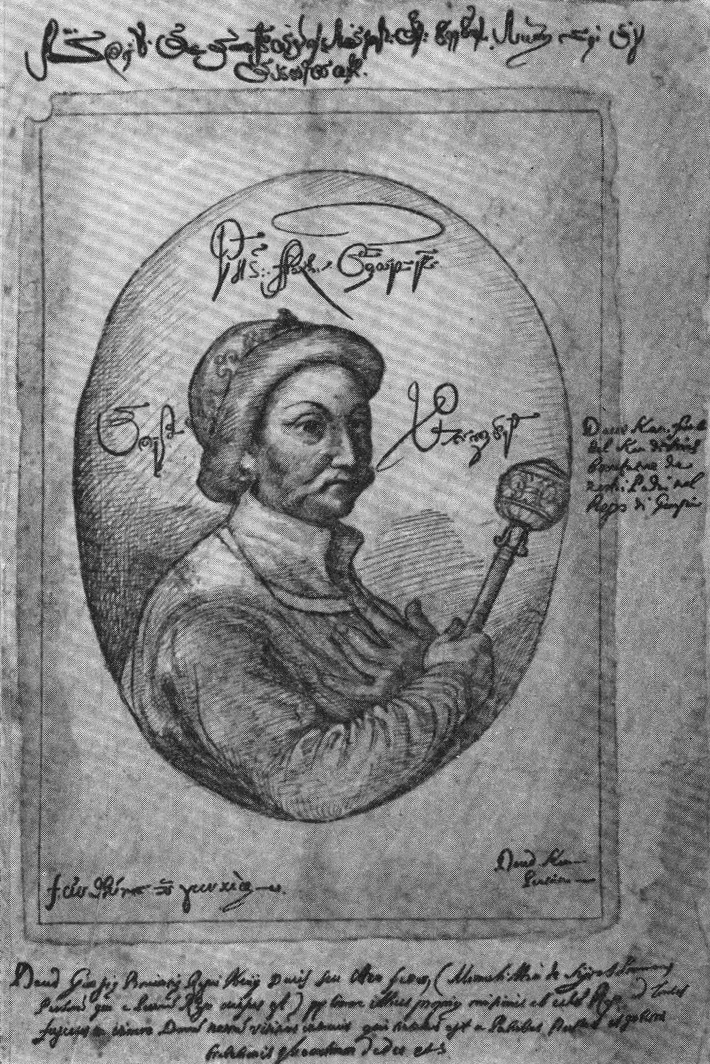
تصویر داوود خان، طراحی شده توسط مبلغ مذهبی مسیحی

داوود خان از سال ۱۰۳۸ هجری که شاه صفی بر تخت نشست تا سال ۱۰۴۱ که در لشکرکشی به بغداد مشارکت کرد، به دیدار شاه صفی نرفته‌بود. او در یکی از ضیافت‌ها در حاشیهٔ این لشکرکشی، با لحنی تمسخرآمیز از خسرو میرزا (معروف به رستم)، قوللرآقاسی جدید انتقاد کرد و شاه به جانبداری از خسرومیرزا او را از مجلس اخراج کرد. داوود خان در هنگام بازگشت از بغداد، بدون اجازه از شاه، راهی قره‌باغ شد و هنگامی که شاه، تمام خان‌ها و حاکمان شهرها را به قزوین فراخواند، یکی از زنان عقدی و پسر خود را نزد شاه فرستاد و به دستور مستقیم او برای آمدن خودش تمکین نکرد (به جز او، علیمردان خان، حاکم قندهار نیز از فرمان شاه تمکین نکرده بود که او نیز بعداً شورش کرد). داوود خان در گنجه مجلسی ترتیب داد و با شرح دادن اعمال جنون‌آمیز و ظالمانهٔ شاه برای بزرگان آن شهر، تمایل خود را برای قرار گرفتن تحت حمایت عثمانی اعلام کرد. در این مجلس پانزده نفر از بزرگان گنجه با او مخالفت کردند که در همان‌جا کشته شدند.
داوودخان تصمیم گرفت با همراهی تهمورث خان جمعی از بزرگان بانفوذ ایل قاجار را که ضد او به شاه صفی شکایت کرده‌بودند، از میان بردارد. برای اجرای این تصمیم، آن‌ها را به شکار (یا به نقلی برای شرکت در عروسی) دعوت کرد و طبق برنامه قبلی، تهمورث خان به همراه جمعی از سربازان گنجه‌ای به آن‌ها حمله کرد و آن‌ها را به قتل رساند. این دو، سپس به گنجه، قراباغ، بردع و ارسبار یورش بردند و غنائم خود را به گرجستان منتقل کردند. در مقابل، شاه صفی نیز داوودخان و تهمورث خان را از سمت خود عزل و محمدقلی خان زیاداوغلی قاجار و خسرو میرزا از خاندان باگراتیون را به جای آن‌ها منصوب کرد. بنا به گزارش منابع گرجی و واقعه‌نگاران صفوی، در این یورش که در سال ۱۰۴۲ هجری (۱۶۳۳ میلادی) رخ داد، ۷۰۰ نفر از ایل قاجار کشته شدند و علاوه بر داودخان و تهمورس خان، الکساندر حکمران ناحیه ادیشی در گرجستان غربی، حکمرانان مسقطه و کارتلی و اسقف ارامنه نیز مشارکت داشتند.
پس از این واقعه، داود خان طی نامه‌هایی، حاکمان مناطق اطراف از جمله شیروان، چخورسعد و آخسقه را به شورش فراخواند. در این نامه‌ها که بعداً به دست دربار نیز رسید، ادعا شده بود که امام قلی خان، برادر بزرگتر داود خان نیز با شورش همراه است و صفی قلی میرزا، فرزند شاه عباس را تحت حمایت داردو ادعا نمود که " من حسب الصلاح برادر به این امور اقدام کرده‌ام ". وی سعی کرد شورش خود را در ضدیت با صفویه مطرح نکند بلکه آن را حرکتی در حمایت از شاهزاده‌ای اعلام نمود که از فرزندان شاه عباس است. شاه عباس، بنا به محبتی که به امام قلی خان داشت، یکی از زنان حرم خویش را به او بخشیده بود که گویا در هنگام خروج از حرم سه‌ماهه آبستن بوده و پس از شش ماه پسری به دنیا آورده بود که صفی قلی خان نام داشت و از جانب امامقلی حاکم لار شد. این جوان بی میل به تصرف تاج و تخت نبود و فتحعلی بیک و علیقلی بیک برادرانش را هم با خود همداستان نموده بود، که پدر ایشان با پیشنهاد شورش علیه پادشاه موافقت نمی‌کرد. در این نامه‌ها ادعا شده بود که امامقلی خان به زودی به پشتوانهٔ سپاه سی هزار نفرهٔ خود، به نام شاهزاده سکه ضرب خواهد کرد و خطبه خواهد خواند. به نظر می‌رسد که مطرح کردن امامقلی در این قضیه، ترفندی بوده‌است که داوودخان برای تحریک طهمورث و گرجیان و دیگر حکام به طرفداری از خود و آشفته کردن اوضاع ضد شاه صفی بکار گرفته بوده‌است. رقبای امامقلی از جمله ملکه مادر دلارام خانم و صدراعظم ابوطالب خان هم به این شک کمک می‌کرده‌اند.
در پاسخ به این تحریکها، شاه صفی امام قلی خان را به حضور فراخواند. امام قلی خان در پاسخ فرزندانش که او را به تمرد فرا می‌خواندند گفت که به ولی نعمت خود خیانت نمی‌کند. رستم خان سپهسالار که نماینده خاندان باگراتیون گرجی بود، با نمایندگان خاندان اوندیلادزه (یعنی الله‌وردی خان، امام قلی خان و داود خان) رقابت و دشمنی داشت، اما چون سیاستمدار عاقل و با احتیاطی بود، به صورت علنی ضد امام قلی خان، سردار معروف ایران و حاکم فارس، اقدامی نمی‌کرد و به صورت پنهانی و تحت عنوان مبارزه با طهمورث و داودخان (که با هم متحد شده بودند)، با امام قلی خان مخالفت می‌کرد. سرانجام، شاه امام قلی خان را به دربار فراخواند که در ابتدا آمدن پرتقالی‌ها را به هرمز بهانه کرد، اما با دستورهای بعدی پادشاه ناچار شد که اول پسران خود را اعزام کند و سپس خودش رهسپار دربار در قزوین شود در همین حین شاه صفی، لشکر بزرگی را نیز به فرماندهی رستم خان سپهسالار به مقابله با شورشیان اعزام نموده بود. امام قلی خان وقتی وارد قزوین شد با استقبال مردم و شاه روبه رو شد و مقارن با ورود وی خبر تسخیر ایالت گرجستان از جانب سپهسالار رسید.
پس از شکست، داوودخان و طهمورث به باش آچوق فرار کردند و داوودخان سپس مدتی در شهر گوری در مرکز گرجستان به‌سر برد و سرانجام به عثمانی رفت. رستم خان در گرجستان حکومت قوی ای بر پا کرد و امرای نواحی دیگر گرجستان نظیر ایمرتی، مینگیرلا و گوری که تحت حمایت عثمانی بودند، از او حساب می‌بردند و رستم خان دو دژ مستحکم در کاخت و کارتیل بنا نمود و حتی به ناحیه وان در عثمانی لشکرکشی کرد و کردان تابع عثمانی در آن ناحیه را سرکوب نمود.
کسانی که مأمور قتل امام قلی خان شدند، کلبعلی بیک ایشیک آقاسی، داوودبیگ و علیقلی بیگ گرجی، برادر رستم خان سپهسالار بودند که هردو نفر آخر داماد امام قلی خان و از عناصر بانفوذ در دربار شاه صفی به‌شمار می‌رفتند.
امامقلی خان به دستور شاه و توسط علیقلی بیگ سرش از تن جدا شد و پسر بزرگ او صفی قلی میرزا که حاکم لار و میر دیوان بود را به قتل رساندند و بقیه اولاد مذکور وی را نیز کور ساختند. شاه صفی پس از این ماجرا حکامی ایالت شیراز را به اغورلو خان ایشک آقاسی باشی شاملو سپرد و همچنین میرزا محسن اصفهانی را به همراه وزیر خان مقتول برای ضبط اموال وی به شیراز فرستاد.

### شورش طهمورث کاختی در گرجستان
برخلاف کشمکش‌های دوران شاه عباس بزرگ، در زمان خسرو میرزا، والی مسلمان گرجستان شرقی، این ناحیه نسبتاً آرام بود. شاه صفی بخاطر کمک خسرومیرزا در زمان بر تخت نشستنش، او را ملقب به رستم خان نمود و در ۱۶۳۲ میلادی، او را والی خودمختار کارتلی در گرجستان نمود. اما ناحیه کاختی گرجستان که مرکز مقاومت خاموش ضد صفویان بود، تحت حکمرانی مستقیم دولت مرکزی اداره می‌شد. در این دوره، کاختی ناآرام و ناآباد بود و اشراف و عوام بر گرد شاه فراری، طهمورث، گرد آمدند تا شاید بتوانند از زیر سلطه مسلمانان (ایرانیان) بیرون آیند. طهمورث از عثمانی‌ها و روس‌ها برای شورش کمک خواست و در ۱۶۳۳ م با رستم خان کارتلی وارد جنگ شد. طهمورث نتوانست بر رستم خان چیره شود و در۱۶۳۴ م شکست خورد. در ۱۶۳۸ م با وساطت رستم خان، شاه صفی طهمورث را بخشید و دوباره حاکم کاختی شد. در ۱۶۳۹ دوباره یاغی گشت و قسم وفاداری به میخائیل رومانف خورد، اما روس‌ها هیچ اقدامی به نفع او انجام ندادند. در ۱۶۴۱م، طهمورث از توطئه یک شورش علیه رستم پشتیبانی نمود که در ۱۶۴۸م شکست خورد و رستم خان به کمک سپاه صفوی در ناحیه مقرو طهمورث را شکست داد و طهمورث به غرب گرجستان فرار نمود.
- ناحیه کارتلی
- ناحیه کاختی

### سومین حمله ازبکان
به دستور شاه صفی، امیرخان در رجب ۱۰۴۳ ه‍.ق (۱۶۳۴ میلادی) برای دفع حمله‌ی ازبکان به سرداری نیروه‌های خراسان گماشته و به آن ایالت اعزام شد. امیرخان در این ایام توانست مانع از نفوذ ازبکان به خراسان شود.
بعد از پیروزی امیرخان نامه‌ای مبنی بر گزارش اوضاع و عقب‌نشینی ازبکان برای شاه صفی ارسال کرد که به پاس آن مفتخر به دریافت خلعت‌های فاخر با ارقام مطاعه شد.
در همان سال بار دیگر ازبکان به فرماندهی عبدالعزیزخان فرزند ندر محمدخان به خراسان حمله کردند. در سال ۱۶۳۴میلادی، عبدالعزیز چهاربار به خراسان حمله کرد که در بعضی تقریباً موفق بود و در بعضی نتیجه‌ای نگرفت. در یکی از این یورش‌ها در سال ۱۰۴۴ ه‍. ق، بیست هزار سپاهی ازبک به قصد مشهد و سبزوار حرکت کردند؛ اما چون سردار خراسان، امیرخان قورچی‌باشی به موقع خبردار شد، طی نبردی توانست شکست سختی به ازبکان وارد کند و آنان با سه هزار کشته و تعداد زیادی اسیر عقب‌نشینی کردند.
در این درگیری عبدالعزیزخان فرار کرد و خزاین او به دست نیروه‌های صفوی افتاد. وقتی خبر این پیروزی به شاه صفی رسید، شادمان شد و برای قرچی‌باشی، امرا، مین‌باشیان و یوزباشیانی که در آن نبرد حضور داشتند، خلعت‌های فاخر و انعام فرستاد. بخشی از غنایم این جنگ شامل
سر و زنده‌ای که امیرخان در جنگ به‌دست آورده بود همراه با کتاب‌خانه و اسباب عبدالعزیزخان به نظر شاه صفی رسید و اسباب او را به رستم محمدخان، فرزند ولی محمدخان ازبک، والی ترکستان، انعام دادند.
در سال ۱۰۴۶ ق. عبدالعزیزخان پس از ناکامی در یورش پیشین، چون دریافت که امیرخان‌قورچی‌باشی از خراسان رفته، پیش از رسیدن سیاوش بیگ قوللرآقاسی، با بیش از سی هزار سپاهی وارد خراسان شد. امرای خراسان، پیش از حمله، مردم و اموال و گله‌های خود را به دژهای مستحکم و دوردستها انتقال داده بودند و عبدالعزیزخان پس از هشت روز ماندن در جام، نیروهای خود را به قصد غارت به مشهد و نواحی مختلف خراسان فرستاد. نزدیک ناحیه سنگ بست از توابع مشهد، محمدسلطان چگنی، حاکم سبزوار و یوسف سلطان غلام خاصه، حاکم درون و چمشگزک، ازبکان را شکست داده و فرماندهان ازبک این گروه را اسیر کردند. بین عثمانی‌ها و ازبکان در حمله به ایران، نامه‌نگاری‌هایی بوده، اما معلوم نیست که تا چه حد حمایت واقعی از سوی عثمانی‌ها در حمله ازبک‌ها وجود داشته‌است.

### دومین جنگ ایران و عثمانی

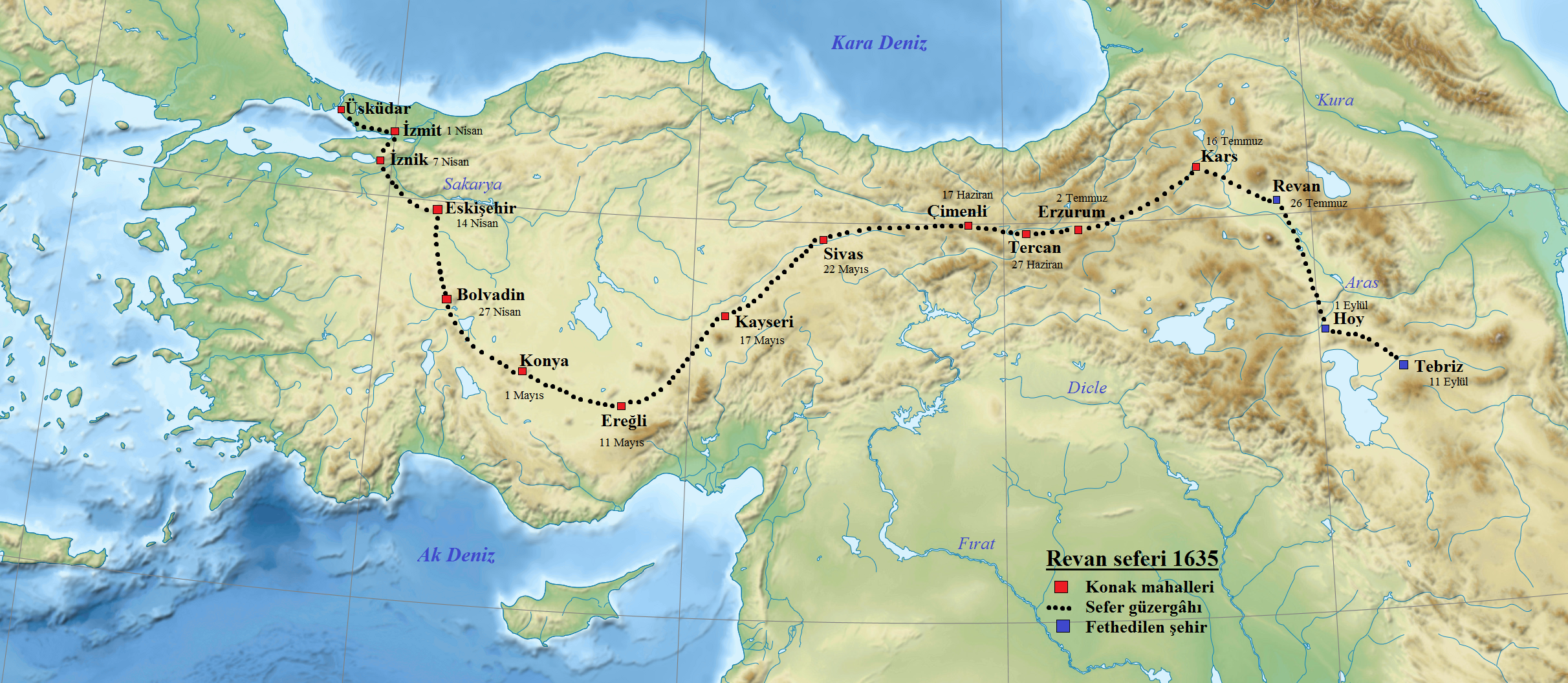
مسیر لشگرکشی مراد چهارم در سال ۱۶۳۵ میلادی

در سال ۱۰۴۳ ه‍.ق بار دیگر بین ایران و عثمانی جنگ درگرفت و سلطان مراد چهارم خود نیز عازم حرکت به طرف ایران بود لیکن به علت اختلالاتی که در شام روی کرد برگشت و شاه صفی نیز با سرداران خود در حدود کردستان جلوی ترک‌ها را گرفت.
سلطان مراد نیت خود در لشکرکشی به ایران را در ۹ شوال/ ۱۸ مارس ۱۰۴۴ ه‍.ق / ۱۶۳۵ میلادی، طی حمله به ایروان عملی کرد. کثرت ینی چری‌ها چنان بود که می‌توان گفت در هیچ تاریخی و در هیچ لشکرکشی چنان سپاه گسترده‌ای دیده نشده بود. حتی اشاره به هشتصد هزار نفر شده‌است که صرف نظر از نادرستی عدد نشان دهنده بزرگ بودن این سپاه است. در ابتدای این سال به ارزنةالروم آمد و پس از تهیهٔ کار خود به آذربایجان حمله برد و در ۱۱ صفر ۱۰۴۵ ه‍.ق ایروان را محاصره نمود. طی ۱۱ روز محاصره اکثر خانه‌های قلعه ایروان بر اثر توپ‌های سنگین عثمانی ویران شد و با وجود دفاع جانانه ایرانیان، در سه نقطه سنگر محاصره شدگان از هم پاشید. با این وجود، ایرانیان باز دو روز دیگر هم پایداری نمودند تا سرانجام طهماسب قلی‌خان قاجار فرزند امیر گونه‌خان، حاکم ایروان تسلیم شد و سلطان مراد به عنوان پاداش او را والی حلب کرد و نام او را از طهماسب‌قلی تبدیل به یوسف نمود(به ترکی استانبولی: Emirgüneoğlu Yusuf Paşa)و از شیعه به سنی تبدیل مذهب داد. البته به زودی چونکه علیه او شکایت شده بود او را از این منصب برکنار نمود. این پیروزی برای دولت عثمانی چنان اهمیتی داشت که سلطان مراد دستور داد هفت شبانه روز در استانبول جشن و چراغانی برپا کنند.
پس از سقوط قلعهٔ ایروان، برای تصرف شهر تبریز از رود ارس گذشت و آبادی‌های سر راه را ویران ساخت. سلطان مراد در ۲۸ ربیع‌الاول ۱۰۴۵ق/۱ سپتامبر ۱۶۳۵م وارد تبریز شد شاه صفی که در ناحیه بُزکش (میان سراب و میانه) در ییلاق بود، با شنیدن این خبر، فرمان داد که ساکنان تبریز به نواحی دوردست فرستاده شوند و بار دیگر سیاست زمین سوخته را در پیش گرفت.
مراد پس از ورود به تبریز، به مسجد حسن پادشاه رفت و دستور داد که شهر را کاملاً ویران نمایند. بقایای شنب غازان نیز با خاک یکسان شد و به دستور او ساختمان‌ها را به آتش کشیدند و تبریز به دریایی از آتش بدل شد؛ در این محله غنایم بی‌شماری به‌دست نیروهای سلطان عثمانی افتاد. سلطان مراد به سبب خرابی شهر و فقدان آذوقه بیش از ۳ روز در تبریز دوام نیاورد و مجبور به بازگشت شد. کاتب چلبی که در ۱۰۴۵ ه‍.ق / ۱۶۳۵ میلادی شاهد این ویرانگری‌ها بوده، جزئیات ماجرا را شرح داده‌است.
هفت ماه و نیم بعد از ویران شدن تبریز، شاه‌صفی که تا این تاریخ از خود حرکتی نشان نداده بود، پس از مراجعت سلطان مراد، با جنگی سخت ایروان را بازپس گرفت. سپاهیان عثمانی در دفاع از قلعه شجاعت و پافشاری زیادی از خود نشان دادند اما پس از کشته شدن مرتضی‌پاشا، فرمانده دژ و فروریختن آخرین دیورا دفاعی در روز ۲۵ شوال ۱۰۴۵ ه‍.ق باقی‌مانده سپاه عثمانی تسلیم شد. شاه‌صفی بعداً فرماندهان و سپاهیان عثمانی اسیر شده را آزاد نمود.

### خیانت علیمردان خان زیک
علیمردان خان، فرزند گنجعلی خان، از سرداران مشهور شاه عباس بزرگ بود. پس از فوت عجیب گنجعلی خان، که او هنگامی که در قندهار شب بر پشت بام خفته بود از بام افتاده وفات یافت، علیمردان خان که پسر بزرگ و جانشین پدر محسوب می‌شد نخست پیکر پدر را از قندهار به مشهد برد و در آستانه حرم امام رضا، پایین پا، به وصیت پدر به خاک سپردو سپس لقب بابایی و حکومت کرمان را از شاه عباس دریافت نمود و به بابای ثانی معروف گردید. شاه عباس از جهت احترام، همیشه، گنجعلی خان را بابا خطاب می‌کرد. علیمردان خان خواهری داشته که همسر میرزا طالب خان اردوبادی پسر حاتم‌بیگ اردوبادی بوده‌است. این شخص ده سال وزارت شاه عباس را داشته و در ۱۰۳۰ ه‍.ق معزول شده. سپس در زمان شاه صفی به سال ۱۰۴۱ ه‍.ق مجدداً به وزارت برگزیده و دو سال بعد۱۰۴۳ ه‍.ق بدستور شاه صفی به قتل رسیده‌است. ظاهراً در همین روزها، شاه صفی به برادرزن طالب خان یعنی علیمردان خان ظنین گشته و احتمال دارد که علیمردان خان خیال توطئه‌ای را در سر می‌پرورانده‌است. به روایت فارسنامه ناصری علت این نارضایتی علیمردان خان، دخالت اعتماد الدوله میرزا تقی مازندرانی (سارو تقی) بوده. علیمردان خان با مخالفت شیرخان افغان روبرو شد و کار به جنگ رسید، شیرخان حاکم فوشنج منهزم شد و گریخت، ولی علیمردان خان هم زخمی شد و پس از بهبودی، از طرف شاه صفی او را برای شرفیابی دعوت کردند، اما علیمردان خان که متوجه کینه جویی‌های شاه صفی شده بود و علاوه بر آن سال‌ها بود که مالیات قندهار و کرمان را نفرستاده بود، از محاسبه معامله چند ساله قندهار و طمع اعتماد الدوله (سارو تقی) اندیشه کرده، از دولت صفویه روی گردانیده در سال ۱۰۴۷ ه‍.ق / ۱۶۳۸ م، قندهار را به تصرف گماشتگان پادشاه هند داد و خود به هندوستان رفت.شاه جهان، امپراتور هند، در مقابل این عمل علیمردان خان، او را فرماندار کشمیر، کابل و لاهور نمود و سپس به عنوان امیر الامرای خود برگزید.
- علیمردان خان، فرزند گنجعلیخان، سردار معروف ایرانی که قندهار را بدون نبرد به هندیان تسلیم کرد
- مینیاتور هندی که نشان می‌دهد علیمردان خان به دربار شاه جهان وارد می‌شود
- مینیاتور هندی، دوره شاه جهان، تسلیم پادگان ایرانی قندهار، سال ۱۶۳۸میلادی

### سومین جنگ ایران با عثمانی
در سال ۱۰۴۷ ه‍.ق / دسامبر ۱۶۳۸ میلادی بار دیگر سلطان مراد به ایران لشکر کشید. فاصله هوایی بین استانبول و بغداد حدود ۱۶۰۰ کیلومتر (۹۹۰ مایل) است. براساس نظر جوزف فون هامر تاریخ‌دان اتریشی، ارتش عثمانی این راه را ۱۹۷ روزه با ۱۱۰ ایستگاه، پیمود. سلطان مراد این بار به یاری طیار محمد پاشا، صدراعظم خود، بغداد را به محاصره گرفت.
محاصره ۱۵ نوامبر ۱۶۳۸ آغاز شد. صفویان پادگان شهر را حدود ۴ تا ۵ برابر افزایش داده بودند. بغداد چهار دروازه اصلی داشت؛ دروازه شمالی اعظمیه یا امام‌اعظم (ابوحنفیه)، دروازه جنوبی قَره‌نلیق (دوازه تیره‌رنگ)، و بقیه آق (سفید) و کورپو (پُل) نام داشتند.
ناظر عثمانی ضیاءالدین ابراهیم نوری که خود استحکامات شهر را دیده، آن را این‌گونه توصیف کرده:
| « | دیوارهای شهر ۲۵ متر بلندی و بین ۷ تا ۱۰ متر ضخامت دارند. این دیوارها با خاکریزهایی تقویت شده‌اند تا در برابر توپخانه مقاومت کنند و خندقی گسترده و ژرف اطراف دیوارها وجود دارد. دیوار شمالی - جنوبی، ۱۱۴ برج و دیوار موازی دجله ۹۴ برج دارد. | » |

بکتاش خان، فرمانده صفوی، استحکامات را به‌صورت گسترده بازسازی نموده بود. دو پاشا مقابل دو دروازه اول قرار گرفتند اما وزیر اعظم، طیار محمد پاشا دریافت که این دو دروازه، به‌خوبی مستحکم شده‌اند؛ بنابراین تصمیم گرفت به دروازه سوم (سپید) که استحکاماتش ضعیف‌تر می‌نمود، حمله برد. در محاصره، صفویان دست به انجام حمله‌هایی می‌زدند که ۶۰۰۰ تن در آن شرکت داشت. این عده، به شهر عقب‌نشینی می‌کردند و یک دسته ۶۰۰۰ نفری تازه‌نفس، دوباره حمله می‌نمود. این شکل از حمله تلفات عثمانی‌ها را بسیار بالا برد. محاصره (۴۰ یا ۵۰ روز) به درازا کشید تا اینکه سلطان مراد بی‌تاب، وزیر اعظم را برانگیخت تا حمله‌ای همه‌جانبه ترتیب دهد. حمله با موفقیت همراه بود و شهر، در ۲۵ دسامبر ۱۶۳۸ (در صدوشانزدهمین سالگرد فتح رودس به دست سلیمان یکم) فتح شد. با این‌همه، وزیر اعظم طیار محمد پاشا؛ طی درگیری نهایی به ضرب گلوله کشته شد. پس از فتح شهر، بیشتر ساکنان قتل‌عام شدند.
شاه صفی که تازه از اصفهان راه افتاده بود که به کمک بغداد برود، در همدان از تسلیم شدن آن خبردار شد. او در رأس یک سپاه دوازده هزار نفری در قصر شیرین ظاهر شد و چون امکان مقابله نداشت و بیم آن می‌رفت که جنگ به درون ایران کشیده شود، به ناچار تقاضای صلح نمود.
عهدنامه زهاب یا قصر شیرین
ساروخان تالش مأموریت یافت که به نمایندگی از سوی دولت صفوی، عهدنامه صلح را منعقد کرده و به شناسایی سرحد دو کشور بپردازد. او روز ۱۱ محرم وارد استانبول شده و مورد استقبال رسمی سلطان عثمانی قرار گرفت. عهدنامه صلح در روز پنج‌شنبه ۱۴ محرم ۱۰۴۸ برابر با ۲۷ مه ۱۶۳۹ میلادی بین ساروخان و کمانکش مصطفی پاشا صدراعظم عثمانی به امضا رسید.
با انعقاد معاهدهٔ «قصرشیرین» یا «ذهاب»، جنگ‌های طولانی میان ایران و عثمانی خاتمه یافت و دوران صلح تا برافتادن صفویان ادامه یافت. بنابر مفاد این عهدنامه، مرز میان دو دولت تعیین شد که امروزه نیز با اندک تغییری برقرار است. برطبق مفاد این قرارداد، آذربایجان و ارمنستان به ایران واگذار شد و بغداد نیز به عثمانی تعلق گرفت و به‌این ترتیب، شهر تبریز به‌مدت نزدیک به ۹۰ سال از تعرض عثمانیان مصون ماند.
شرایط دیگر قرارداد این بود که دولت و ملت ایران از سب و لعن خلفای سه‌گانه و سب طعنهٔ عایشه خودداری کنند.
این صلح که قرار آن در ذهاب گذاشته شد، چون بیشتر به نفع عثمانی بود، سال‌ها دوام پیدا کرد.
فتح بغداد و پیوستن آن به امپراتوری عثمانی، به اندازه‌ای برای عثمانیان مهم بود که یه دستور سلطان مراد خان؛ در کاخ توپ‌قاپی بنای یادبودی به نام کوشک بغداد، به یاد پیروزی سال ۱۶۳۸ میلادی بر ایرانیان بر پا نمودند.
معاهده زهاب از زمان بسته شدن تا حدود هشتاد سال، (تا زمان نادر شاه و کریم خان زند)، مورد استناد و پذیرش ایران و عثمانی بوده‌است. معاهده زهاب نه در آرشیوهای ایران موجود است و نه در عثمانی. هر کدام از منابع نیز به‌طور جداگانه و با تفاوت‌های بسیار آن را نقل کرده‌اند.

تلاش برای گرفتن بغداد، برایم شیرین تر از فتح بغداد است

سلطان مراد چهارم

## مرگ و آرامگاه

### درگذشت
در نوروز، روز پنجشنبه ۱۲ ذی‌الحجه ۱۰۵۱ ه‍.ق به دستور شاه صفی تدارک سفر به خراسان را آماده نمودند. شاه، در ۶ محرم ۱۰۵۱ ه‍.ق ابتدا وارد باغ قوشخانه اصفهان شدند و از آنجا از راه نطنز در تاریخ ۲۱ محرم وارد کاشان گردیدند. پس از چند روزی دوباره عارضه‌های بیماری بر شاه صفی پدیدار شده و روز به روز به تب وی افزوده شد تا آنکه در تاریخ ۱۲ صفر ۱۰۵۲ ه‍.ق در کاشان درگذشت و جسد او به قم، حرم فاطمه معصومه منتقل شده در رواق جنوبی حرم مدفون گردید. در مرثیه صائب تبریزی برای شاه صفی سروده شده:
| در محرم کرد عزم قندهار و در صفر     |  | کرد در کاشان سفر از عالم آن کوه وقار |
| «ظل حق» چون بود سال شاهیش، سال رحیل |  | گشت «آه از ظل حق» تاریخ آن عالی‌تبار  |

### آرامگاه

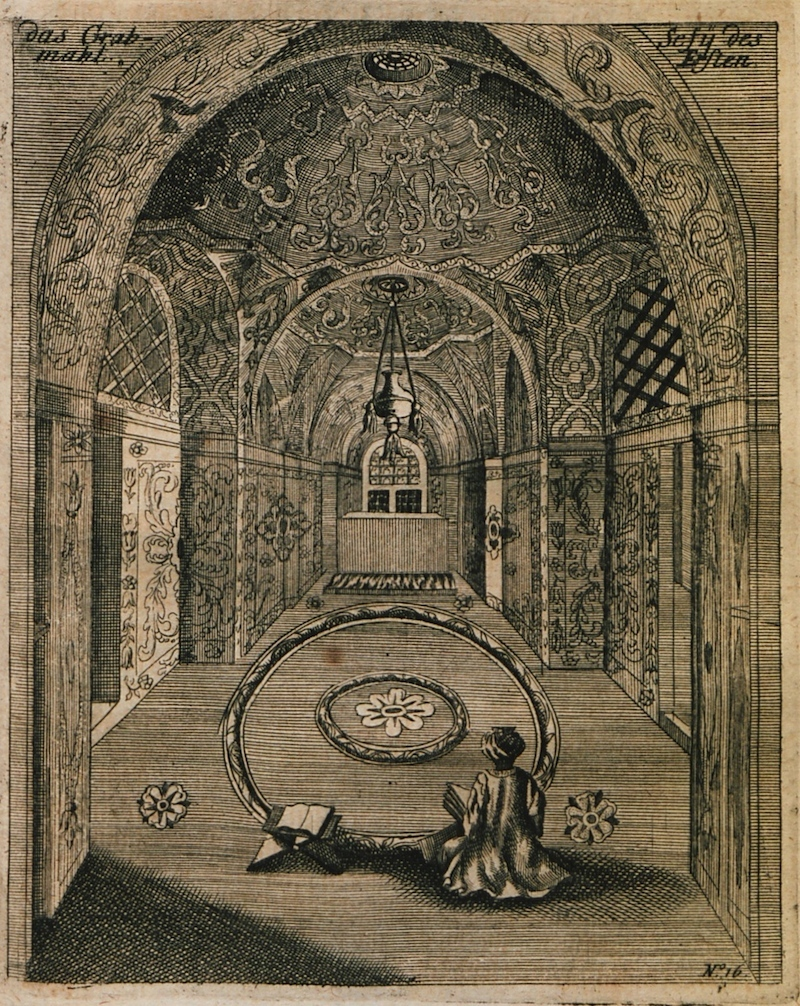
نمایی از آرامگاه شاه صفی در کتاب شاردن.

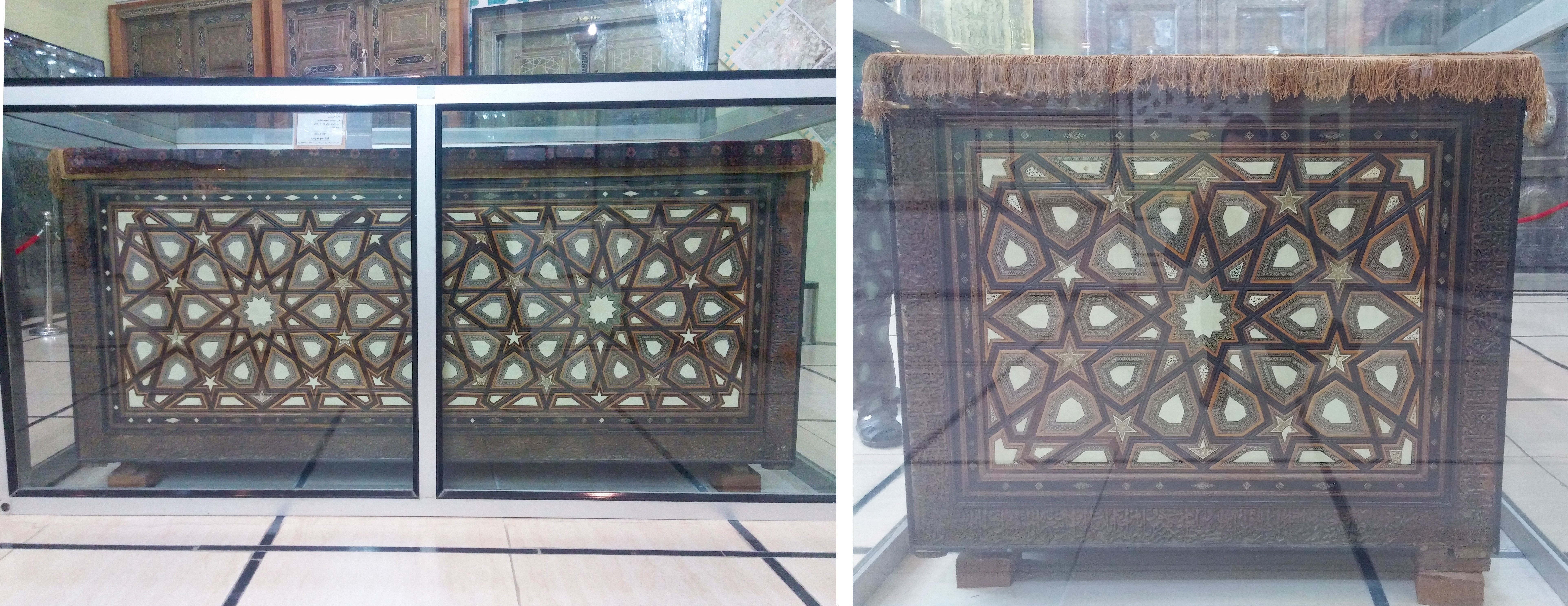
صندوق خاتم‌کاری مقبره شاه صفی. در خاتم‌کاری این اثر از طلا و عاج استفاده شده‌است. حواشی اثر در داخل مربع کوچک با کلمات؛ الله محمد علی به خط کوفی‌بنایی تزئین یافته‌است. حواشی سطوح جانبی به عرض حدود ۷/۲ سانتیمتر سوره مبارکهٔ یس به خط ثلث با رقم محمدرضا امامی اصفهانی حکاکی شده‌است. این صندوق، در موزه آستانه مقدسه قم نگهداری می‌شود.

سابقاً روی قبر صندوق بزرگی بود، ولی اکنون در رواق زنانه واقع شده مقبره شاه صفی از بناهای شاه عباس دوم است. نخستین پادشاهی که از خاندان صفوی در قم به خاک سپرده شد شاه صفی بود و پس از او سه پادشاه دیگر صفوی و نیز دو پادشاه قاجار در آن مکان دفن گردیدند. قبر با سطح رواق مساوی است و صندوق قبر که در آن ظریف کاری‌هایی شده در موزه آستانه می‌باشد. این مقبره ۸٫۷۰ متر طول، ۵٫۷۰ متر عرض و ۱٫۸۰ متر ارتفاع داشته‌است. ساخت آن از سنگ مرمر و در بالای آن کتیبه‌ای بوده بخط ثلث آقا محمد رضای امامی بر روی کاشی معرق زمینه لاجوردی که دنباله کتیبه بحرم مطهر منتهی و جزء کتیبهٔ حرم می‌گشته‌است. تزیینات سقف و بدنه آن تا اوایل قرن حاضر بر پایه‌های بنا برجای مانده بود که هم‌اکنون از میان رفته‌است. در حال حاضر از مقبره شاه صفی جز صندوق خاتم مدفن که در درون آستانه نگاه داری می‌شود هیچ اثری باقی نمانده‌است. این صندوق اثری بسیار نفیس از هنر خاتم کاری و منبت کاری دوره صفوی است که برگرداگرد هر یک از چهار بدنه آن آیاتی از سوره «یس» تا پایان آورده شده‌است.
شایعه حفر چندین گور برای شاه صفی، همانند پادشاهان دیگر صفوی رواج داشته‌است. واله اصفهانی در کتاب خلدبرین پس از بیان در گذشت وی در عمارت دولت‌خانه کاشان می‌نویسد:
| « | ارکان دولت بعد از تجهیز و تکفین نعش او را به رسم آیین سلاطین بر دوش کشیده گریان و نالان بدار المؤمنین قم روانه گردانیدند و در جوار مزار فایض الانوار مدفون نمودند. | » |

با این حال ولی قلی‌خان شاملو، مؤلف کتاب قصص خاقانی می‌نویسد:
| « | در باب تعیین محل دفن آن پادشاه امراء ایران بساط کنگاش گستردند. رأیها بر آن قرار گرفت که چند نعش نقل به اماکن مشرفه نمایند و فردای آن روز سه نعش را تجهیز نموده یکی را به سمت نجف اشرف و یکی را به جانب مشهد و دیگری را بلده دارالمؤمنین قم. ظاهرش آنکه در قم مدفون شد. | » |

و نیز شاردن فرانسوی پس از شرح و وصف مفصلی که از تزیینات و تشریفات شاهانه آرامگاه شاه صفی و شاه عباس دوم در قم می‌دهد اثاثه زرین و اسباب گرانبهای آن را می‌شمارد تا جاییکه می‌گوید قریب به هشتاد درصد از بودجه کل عواید آستانه قم به مصرف این دو آرامگاه می‌رسد باز هم می‌گوید:
| « | معهذا من گمان نمی‌کنم که اجساد آن‌ها در همین مزار مدفون باشد زیرا رسم پادشاهان این کشور آن است که مدفون حقیقی خود را مکتوم بدارند به همین جهت هنگام تدفین اجساد سلاطین معمولاً شش تا دوازده دستگاه تابوت به اسم پادشاه معرفی و در جاهای مختلف دفن می‌کنند و جز دو سه نفر از نزدیکان، کسی از محل دفن پادشاه آگاه نیست. شاردن همچنین می‌نویسد که در آن زمان دو گروه قاری قرآن به صورت ۲۴ ساعته بر گور این دو پادشاه، قرآن تلاوت می‌نموده‌اند. | » |

## مسائل تمدنی در دوره سلطنت شاه صفی

### حرم و زنان شاه
شاه صفی به تجویز پزشکان به شراب پناه آورد، اما بر اثر افراط در نوشیدن شراب همواره از حالت طبیعی خارج می‌شد و در این حالت دست به اعمال قساوت‌آمیز و وحشیانه‌ای می‌زد. زنان حرمسرا در این دوره یکی از مهیب‌ترین و بی‌روح‌ترین دوران خود را در حرمسرا سپری کردند زیرا در این دوره دیگر از سرگرمی‌ها و مسافرت‌ها خبری نبود و در حرمسرا با نظام خبر چینی و جاسوسی شدید مواجه شدند، لذا به تدریج فضای رعب و وحشت بر حرمسرا حاکم شد. تا به آن حد که اهل حرم برای آن که در معرض تهمت و افترا قرار نگیرند و بهانه‌ای به دست خبر چینان ندهند، ترجیح دادند که به اتاق‌های خود پناه ببرند و از معاشرت با یکدیگر اجتناب ورزند. ایجاد این محدودیت‌ها در حرمسرا نشانه بدبینی شاه بود، که حتی این سوءظن در مورد بستگانش وجود داشت. از طرفی این محدودیت‌ها نشان دهنده بی‌توجهی شاه صفی نسبت به زنانش بود. حتی رفتار او با زنان خاندان سلطنتی و بستگانش نیز خوشایند نبود.
وقتی شاه صفی برای بردن زنانش به صحرا دستور قرق را صادر می‌کند، هیچ چیز سخت‌تر و ناراحت‌کننده‌تر از آن نیست که کسانی که در نزدیکی محل‌هایی دیده شوند که زنان شاه باید از آن‌جا بگذرند؛ زیرا در این زمان به حکم فرمانی که صادر می‌شود، همه مردان باید از روستاهایی که در فاصلهٔ یک یا دو فرسخی راه واقع است خارج شوند و جز زنان نمی‌توانند در آن‌جاها بمانند. وقتی شاه صفی در خود اصفهان دستور قرُق می‌دهد، هرقدر که هوا بد باشد باز مردان باید خانه‌هایشان را ترک کنند و اگر در محله‌ای دور از اصفهان، دوستی نداشته باشند که به خانه‌اش بروند، مطمئن‌ترین کار برای آن‌ها پناه آوردن به کوهستان بوده‌است.

### شراب، تنباکو و تریاک

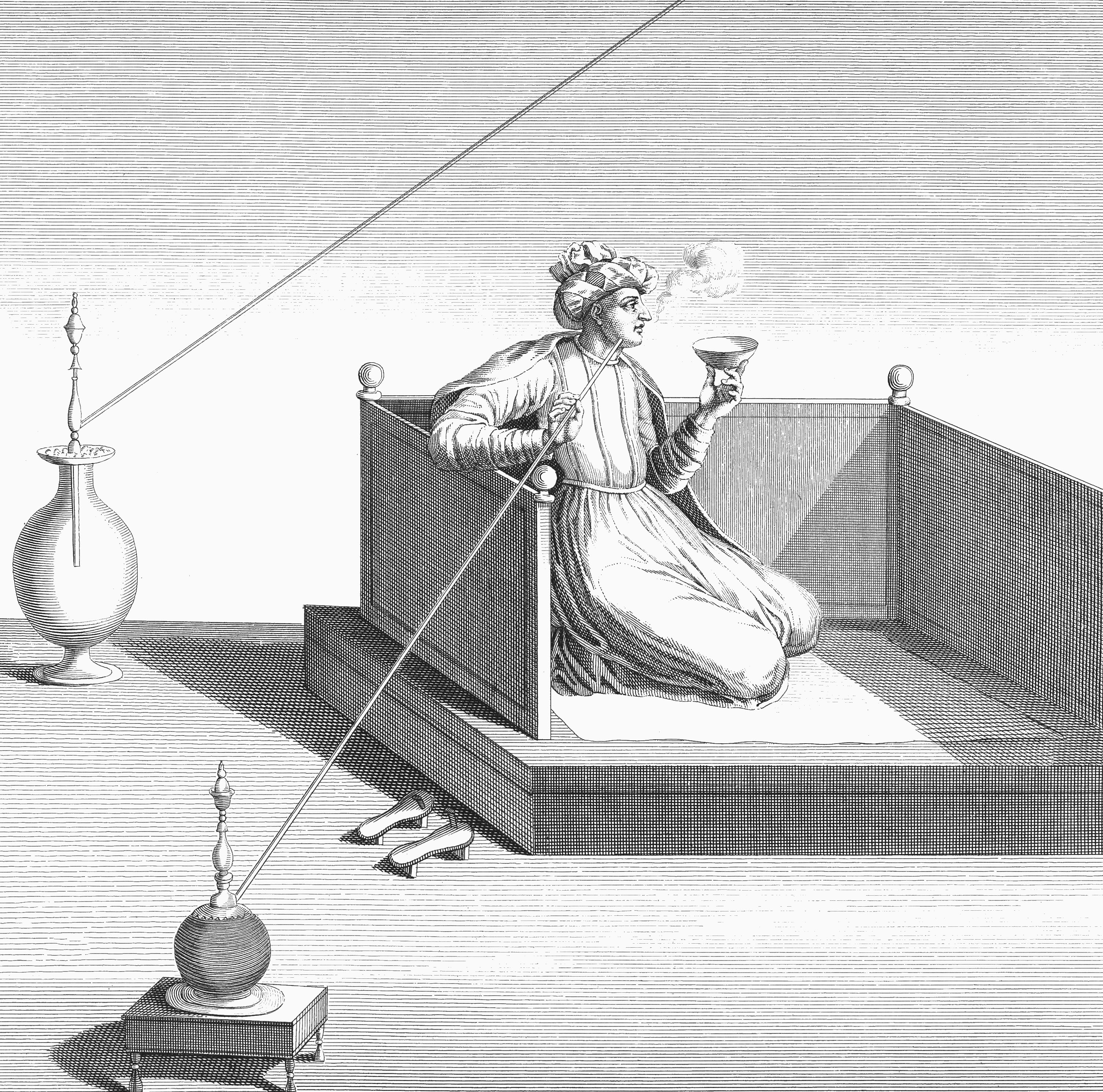
تصویر سفرنامه شاردن از مصرف تنباکو در زمان صفویه

آزاد نمودن کشیدن تنباکو و تریاک اما خراب کردن بنای میخانه‌ها و ممنوعیت نوشیدن شراب، از اولین دستورهایی بود که شاه صفی صادر نمود. استفاده از تنباکو بیشتر در بین ایرانیان فارس‌زبان رواج داشته باشد و شرب شراب بیشتر در بین قزلباشان ترک‌زبان. ازاین‌رو نویسندگانی که به قزلباشان گرایش داشتند، سعی در بزرگ کردن پیامد استفاده از تنباکو و تریاک داشتند در حالی که نویسندگان فارسی‌زبان تأثیرات شرب شراب را بزرگ می‌نمودند. البته خود شاه صفی هم شراب فراوان می‌نوشیده‌است و هم تریاک را از سنین پایین استفاده می‌کرده‌است.
استرآبادی که شنیده بود شاه معتاد به شراب است و به دلیل پوشاک ناپاکش از نماز خواندن دست بازداشته، با نوشتن رسالة فی طهارة الخمر حکم به پاکی شراب داد. در همان دوره، استرآبادی به دلیل چنین فتوایی مورد بدگویی گروهی قرار گرفت، استرآبادی در پاسخ گفت؛ که قصدش از آنچه دربارهٔ طهارت شراب نوشته، جز اجابت درخواست برادی مؤمن و ترغیب او به نماز خواندن نبوده‌است تا شاید خداوند این وسیله‌ای بسازد که نماز خواندن او به ترک منهیات منجر شود.
نصرالله فلسفی گفته‌است که شاه عباس دستور داده بود که همه روزه یک نخود تریاک به سام میرزا (شاه صفی بعدی) بدهند تا خمار و سست باشد و در نتیجه نتواند بزرگان دربار و سپاه را به خود علاقه‌مند سازد. هرچند شاه صفی در نخستین سال جلوس خود، کشیدن تنباکو را روا دانست اما در سال ۱۰۴۰ کشیدن آن را قدغن کرد.

### توسعه و ساخت بناها

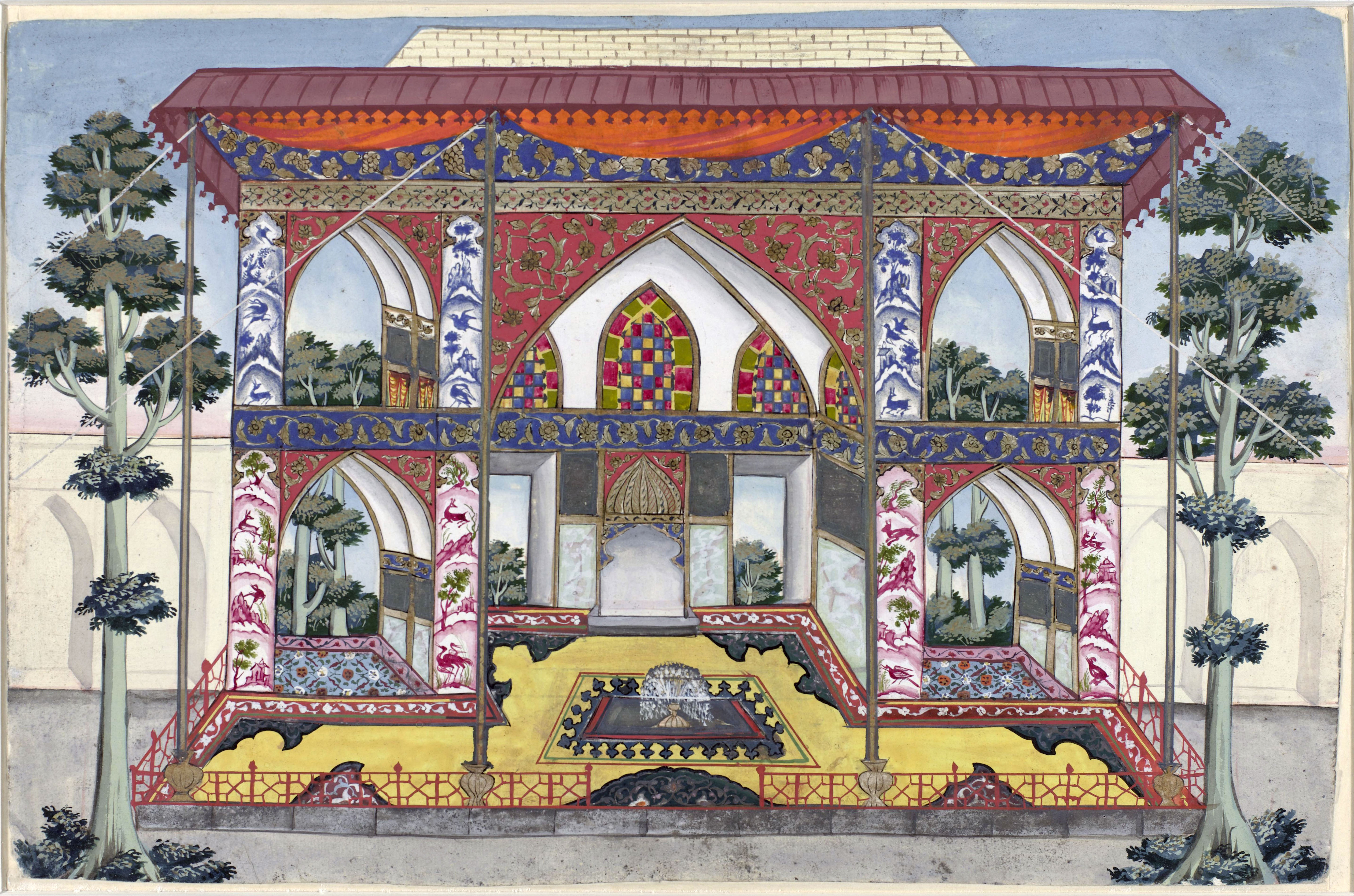
نگاره‌ای از ساختمان دیوان (شخصی)، یا سالن مخاطبان خصوصی شاه صفی. نقاشی با آبرنگ و گواش طلا بر روی کاغذ. این ساختمان در پایتخت شاهنشاهی صفویان، اصفهان واقع بوده و شاه صفی در آن به دیوان، مسائل عمومی و دیدارهای خصوصی می‌پرداخته، این بنا دیگر وجود ندارد، زیرا سال‌ها قبل رو به نابودی رفته‌است.

مسجد آقا نور از بناهایی است که در دوره پادشاهی شاه عباس بزرگ ساخته شده و در اولین سال سلطنت شاه صفی به اتمام رسیده‌است و به این مناسبت در کتبیه اصلی مسجد در سردر شرقی، نام هر دو پادشاه آمده‌است. شبستان زیبا و جالب این مسجد از نفایس و شاهکارهای آن است که نور آن به وسیله قطعاتی از سنگ مرمر شفاف تأمین می‌شود.
تالار طویله و آینه‌خانه در زمان شاه‌صفی بنا شدند؛ البته امروزه هیچ‌کدام از آن دو باقی نمانده‌اند. تالار طویله نسبت به بناهای دیگر زمان صفویه معماری غیرمعمولی داشته و فضایی با دید باز بوده‌است.کاخ صفی آباد در زمان شاه صفی توسعه پیدا کرده‌است.
شاه صفی دستور ساخت مساجدی متوسط در شهرستان‌ها مانند تربت حیدریه داد، و افزون بر این اقدام به توسعه باغ فین نمود. در زمان شاه صفی بنای دو طبقه‌ای با چوب و آهن بر فراز بام شتر گلوی شاه عباس به نام کلاه فرنگی ساخته شد. شاه صفی با ملا حظهٔ آب فراوان در باغ فین حوض خانه را به این مجموعه اضافه کرد.
مسجد شاه در زمان شاه عباس بزرگ ساخته شد ولی در زمان سلطنت شاه صفی در سال‌های مختلف کتیبه‌هایی به آن اضافه شد. در کتیبه اصلی سردر مسجد به خط علی‌رضا عباسی سال ۱۰۲۵ ه‍.ق نامی جز «پادشاه» به چشم نمی‌خورد و ذکر نام استاد علی‌اکبر معمار اصفهانی در کتیبه زیرین به خط محمد رضا امامی در زمان شاه صفی، در سال ۱۰۴۶ ه‍.ق اشاره به این مطلب دارد که احتمالاً شاه‌عباس قصدی برای آوردن نام معمار نداشته‌است. وجود نام استاد علی‌اکبر اصفهانی در کتیبه بالای در ورودی و جدای از کتیبه اصلی پس از اتمام ساخت مسجد جامع عباسی و نصب در اصلی آن، همچنین هدیه گرفتن شاه صفی در سال ۱۰۴۶ ه‍.ق حکایات از احداث بناهای بسیار ارزنده توسط استاد علی‌اکبر معمار اصفهانی به خصوص در دوره شاه صفی دارد. بنابر کتیبه ایوان غربی که به خط محمدرضا امامی است، تکمیل بنای داخلی مسجد تا سال ۱۰۴۰ ه‍.ق ادامه یافت و با نصب ازاره‌های مرمرین آن در حدود سال ۱۰۴۷ ه‍.ق در زمان شاه صفی خاتمه پذیرفت.

### تجارت بین‌الملل

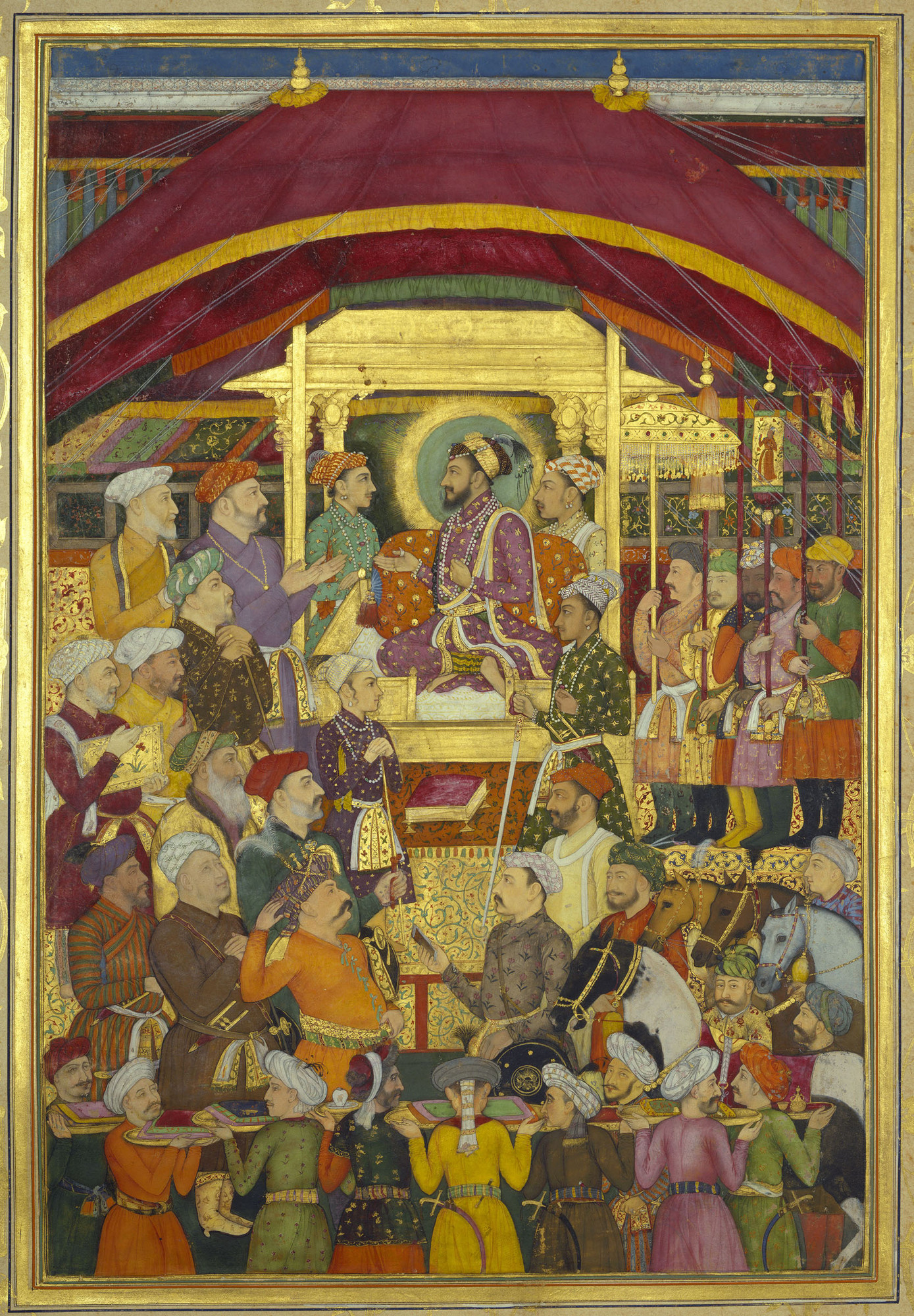
شاه جهان، سفیر ایران را می‌پذیرد، یک نماینده از شاه ایران، نزدیک‌ترین و قوی‌ترین رقیب شاه جهان، در جریان جشن نوروز (سال نوی ایرانی) در مارس ۱۶۳۱ پذیرفته شده بود. در آن زمان، دربار شاه جهان در برهانپور، (دکن) مستقر بود. ورود نمایندگان بهانه ای برای جشن‌های بزرگ و مبادلهٔ هدایا بود. سفیر ایران، چاق با لباس نارنجی در گوشهٔ چپ و پایین نقاشی، تا ۲۳ اکتبر ۱۶۳۲ در دربار ماند و به عنوان یکی از حاضران در تولد قمری شاه جهان به تصویر کشیده شده‌است.
هدیهبهدستان ایرانی از روی دستاری که به سر دارند قابل تشخیص اند، آنها در یک صف در پایین اثر نشان داده شده‌اند. رویداد و تصویری که از آن ثبت شده‌است، بیانگر احترامی است که از سوی رهبران جهان به امپراتور تازه، ادا می‌شود. نوشتهٔ ثبت شده بیان می‌دارد: افضل خان و صادق خان که به دستور امپراتوری رفته بودند که بر محمدعلی بیگ درود فرستند (با محمد علی بیگ مصافحه کنند) نماینده را تا حضور امپراتور برای ادای احترام، همراهی کردند. پس از انجام مراسم، سفیر نامهای از شاه صفی که برای شادباش به قدرت رسیدن نوشته شده بود، ارائه کرد.

در تمام زمان صفویه، ابریشم قلم اصلی صادراتی ایران بوده؛ اما اسب، کرک بز ناحیه کرمان و مروارید بحرین هم صادر می‌شده‌است. در کنار این‌ها اقلام کوچکی هم مانند میوه خشک، آجیل، ریواس، روناس، چرم، گلاب و شراب نیز از اقلام صادراتی بوده. واردات ایران در زمان صفویه بیشتر شامل منسوجات، ادویه، فلزات، شکر و اقلام وارداتی خاص مانند دارو، قهوه و چوب واراداتی بوده‌است. بغیر از کشتی، از راه زمینی هم، مخصوصاً قندهار، تجارت با هند جریان داشته‌است.
شاه صفی در نخستین سال سلطنت خود فرمانی دربارهٔ تجارت ابریشم با کمپانی هند شرقی انگلیس صادر کرد که طی آن بازرگانان انگلیسی در سراسر ایران حق تجارت آزاد داشتند و در مقابل شاه صفی از چارلز یکم تقاضا کرد چند نفر استاد ساعت‌سازی و تفنگ‌سازی و میناکاری به ایران بفرستد. شکست پرتقالیها، به هلندی‌ها فرصتی دست داد تا سهمی از تجارت ابریشم را از آن خود سازند. امتیازات کمپانی هند شرقی انگلیس تا سال ۱۰۴۱ ه‍.ق / ۱۶۲۳ میلادی تجدید و تأیید نشد و در این بین هلندی‌ها تجارتخانه‌ای جدید در بندرعباس برای واردکردن فلفل، جوز هندی، میخک و انواع دیگر ادویه تأسیس کردند.
طی سلطنت شاه صفی، هلندی‌ها به خرید مقادیر زیادی ابریشم ایرانی، به‌طور عمده از بازار آزاد ادامه دادند برخلاف شاه عباس، شاه صفی فرمان داده بود که انحصار تجارت ابریشم با شاه نیست و بازرگانان خارجی آزادند که از هر تولیدکننده‌ای که می‌توانند ابریشم بخرند. قراردادی که در ۱۶۲۳ با کمپانی هند شرقی هلند بسته شده بود، هلندی‌ها را ملزم می‌کرد که ابریشم شاه را پنجاه تومان بالاتر از قیمت بازار در هر ۳۰۰ پوند (حدوداً ۱۴۰ کیلوگرم) بخرند. قیمت بالا، کیفیت متغیر و رقابت ابریشم بنگال باعث می‌شد که سود تجارت ابریشم برای هلندی‌ها زیاد نباشد. افزون بر این، برخلاف پیمان، میزان ابریشمی که شاه به کمپانی می‌داد نامنظم و کمتر از تعهد بود ولذا هلندی‌ها ابریشم را از افراد خصوصی و بدون پرداخت تعرفه می‌خریدند. در ۱۰۴۷ قمری/۱۶۳۷ میلادی ساروتقی اعتمادالسطنه از هلندی‌ها تقاضای تعرفه ابریشمهایی را نمود که از بازار آزاد خریده بودند و اشاره نمود که معافیت گمرکی تنها شامل ابریشمهایی می‌شد که از شاه خریداری شده بود. هلندی‌ها از پرداخت سرباززدند و اصرار نمودند که معافیت در ایران بدون شرط است. ساروتقی مبلغ ۴۳۰۹ تومان را از هلندی‌ها به‌زور گرفت و ایشان را مجبور کرد که علاوه بر این، ۳۰۰ عدل ابریشم شاه را به قیمت مشروط ۵۰ تومان در هر بار خریداری کنند. این عمل به نوبهٔ خود منجر به آن شد که مقامات هلندی در باتاویا به عاملین خود در ایران دستور توقف ابریشم از بازار آزاد را بدهند.باتاویا نام هلندی قبلی جاکارتا بوده‌است. این بهانه‌ای بود که هلندی‌ها در ۱۶۴۵، پادشاهی شاه عباس دوم به قلعهٔ قشم حمله کرده و چند کشتی به جزیرهٔ هرمز و بندرعباس فرستادند. البته موفق به تسخیر قلعه قشم نشدند. تجار هلندی وابستگی کامل به تجارت ابریشم نداشتند؛ بعد از تأسیس تجارتخانه‌شان در بندرعباس، که به سرعت جانشین هرمز به عنوان بندر وارداتی اصلی ایران در خلیج فارس شد، تجار هلندی به زودی انحصار تجارت ادویه را بین جنوب شرق آسیا و ایران به‌دست آورند.
رقابت هلندی‌ها و کمپانی هند شرقی انگلیس، مانع از تفوق یافتن یکی از این دو شد و هر دو قادر بودند از تجارت ترانزیت بندرعباس و بندرها اقیانوس هند سود برند. کشتی‌های هر دو کمپانی، هم اجناس بازرگانان ایرانی و هم اجناس بازرگانان هندی را حمل می‌کردند و این بازرگانان با مقابل یکدیگر قرار دادن این دو کمپانی قادر به تحصیل کرایه‌بهای ارزان و خدمات قابل اطمینان می‌شدند. فشاری که این بازرگانان می‌توانستند وارد آورند، موجب شد که در سال ۱۰۳۸ ه‍.ق / ۱۶۲۹ میلادی، یان اشمیت سفیر هلند در ایران با رنجیدگی اظهار شگفتی کند که «آن‌ها هرگز درک نمی‌کنند که کشورشان و ساکنینش با تجارت وسیع ما چه سود و پیشرفتی به‌دست آوردند، بالعکس بی‌شرمانه می‌گویند که این ما هستیم که کاملاً وابسته تجارت آنانیم و بدون آن دوام نمی‌آوریم»، آشکاراست که عصر امپریالیسم هنوز طلوع نکرده بوده‌است. هلندی‌ها در سال ۱۰۴۴ ه‍.ق / ۱۶۳۵ میلادی به یاری انگلیسی‌ها در عقیم‌کردن تلاش پرتغالی‌ها برای تصرف دوبارهٔ هرمز شتافتند اما از این پس به رقابت با موقعیت انگلیسی‌ها در ایران دست زدند.
این که هلندی‌ها در تجارت و بازرگانی به تدریج جای انگلیسی‌ها را گرفتند موجب ناراحتی چارلز یکم گردید و نامه‌ای گله‌آمیز به شاه صفی فرستاد، در همین زمان انقلاب و جنگ‌های داخلی در انگلستان به اعدام چارلز یکم و دیکتاتوری کرامول انجامید. به همین ترتیب روابط بازرگانی دو کشور کاهش یافت و هلند مقام اول تجارت ایران را به خود اختصاص داد.
در سال ۱۶۳۳ میلادی، فردریش سوم دوک هولشتاین واقع در شمال آلمان یکی از بازرگانان خود به نام «اُتو بروگمان» را برای برقراری تجارت ابریشم ایران که از راه روسیه بود به سفارت مسکو فرستاد. وی پس از اجازه از میخائیل یکم تزار روسیه، برای عبور از راه رود ولگا و دریای خزر وارد ایران شد. هلندی‌ها که از باز شدن پای تجار آلمانی به دربار ایران ناراحت بودند بهای خرید ابریشم را افزایش دادند و بروگمان هم از انعقاد قرارداد منصرف شد. مهم‌ترین دستاوردی که هیئت آلمانی در این سفر به‌دست آورد ترجمه گلستان سعدی به زبان آلمانی و سفرنامه باارزشی است که آدام اولئاریوس، یکی از منشی‌های بروگمان نوشته‌است.
در اثر پیمان زهاب، مسیر تجارت به بندرها مدیترانه که تنها مدت کوتاهی در سال ۱۰۶۰ قمری/ ۱۶۳۹ میلادی برقرار بود، برای تجارت رسمی بازگشایی شد و صدور ابریشم از این راه در مقایسه با بندرها خلیج فارس سودآورتر بود. بازرگانان ارمنی در این دوره تجارت ایران از مسیر آناتولی و سوریه را در دست گرفتند و با تجار انگلیسی رقابت کردند. این رقابت به حدی شدید بود که یک مقام تجاری در لندن سال ۱۶۴۰ با ناراحتی نوشت که "خلیج فارس هرآنچه که از آن بیرون می‌آید را می‌بلعد " و " تجارت ابریشم بدون سود شده‌است ".

### صاحب منصبان ذی نفوذ

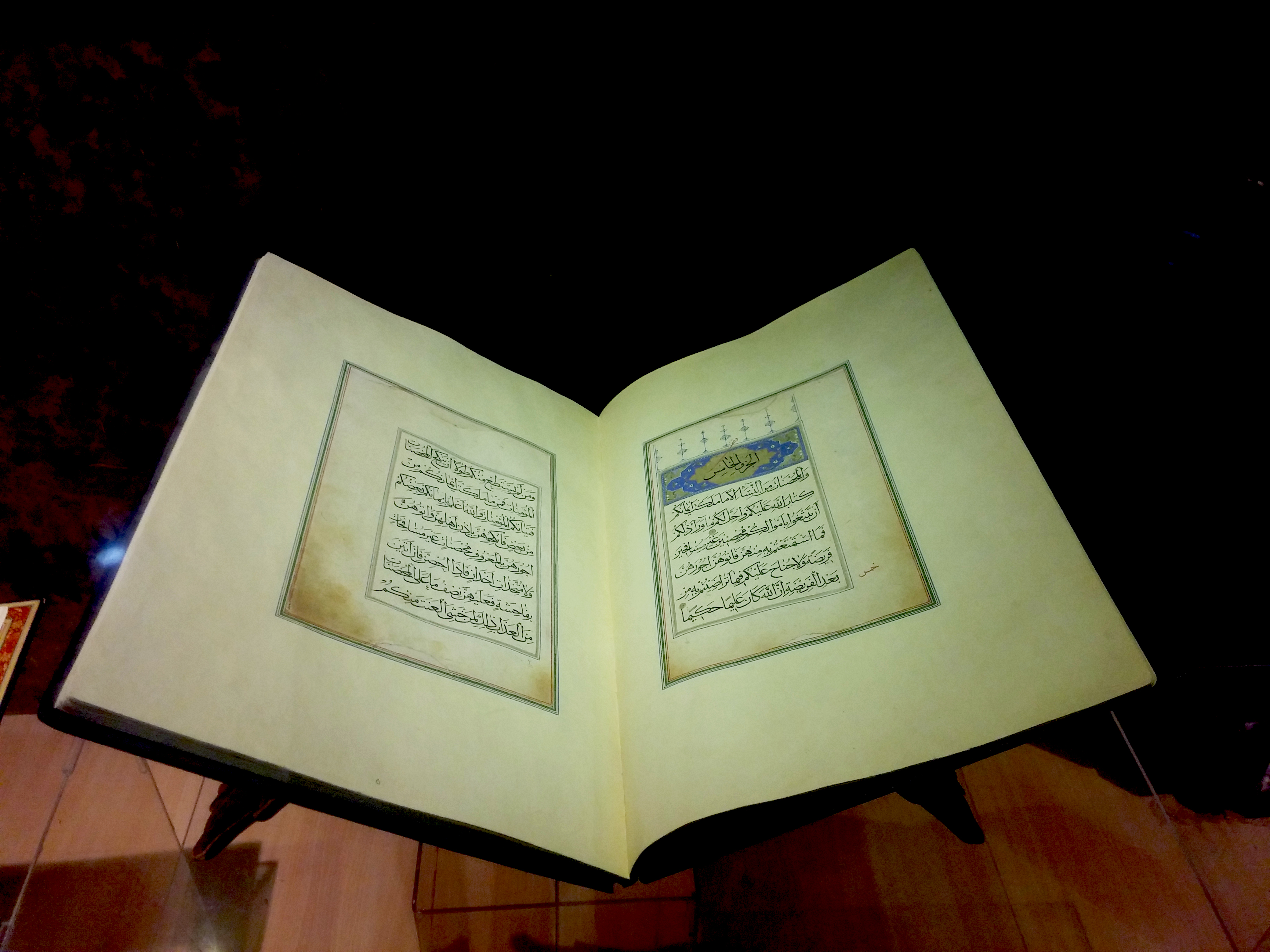
قرآن به خط ریحان، وقف شاه صفی به حرم فاطمه معصومه. موزه آستانه مقدسه قم

هانس روبرت رومر اعتقاد دارد که اگر به‌دنبال فرمانروایان واقعی اوایل دولت شاه صفی بگردیم چهار شخصیت اصلی قابل ذکرند: اغورلو خان شاملو ایشیک آقاسی باشی، رستم بیگ دیوان بیگی که بعداً سپهسالار و تفنگچی آقاسی هم شد، چراغ‌خان زاهدی که در ابتدا منصبی نداشت و بعداً قورچی‌باشی شد، رستم خان داروغه اصفهان که قوللرآقاسی هم بود. بعضی از زنان درباری مانند مادر شاه صفی و زینب بیگم، عمه شاه عباس یکم، هم تأثیرگذار بودند. اغورلوخان و چراغ‌خان بعدها به‌دست شاه صفی کشته شدند و در ۱۶۳۰ رستم بیگ دیوان‌بیگی، بیگلربیگی آذربایجان شد و رستم خان داروغه به عنوان والی گرجستان از کارتلی به تفلیس رفت. سرانجام اداره امور به‌دست ساروتقی اعتمادالدوله افتاد که در ۱۶۳۴ رمام امور را در دست گرفت و تا پایان دوره شاه صفی در سمت خود باقی ماند.
بنا به گفته کاترین بابایان در دانشنامه ایرانیکا، با وجود اینکه زینل‌خان، ابوالقاسم‌بیگ و زینب بیگم پادشاه شدن شاه‌صفی را پشتیبانی کرده بودند، باند رستم‌بیگ دیوان‌بیگی برای انحصار قدرت باعث حذف این عده شد. در زمان مرگ شاه‌صفی، ساروتقی و مادر شاه عباس دوم در دربار قدرت را به‌دست گرفته و سیطره رستم‌بیگ و غلامان خاصه را پایان داده بودند.

### صاحب منصبان نظامی
| منصب        | صاحب منصب | توضیح |
| ----------- | --- | --- |
| سپهسالار    | • زینل‌خان شاملو (۱۰۳۸ تا ۱۰۳۹ ه‍.ق) • رستم‌بیگ دیوان‌بیگی (۱۰۴۰ تا پایان سلطنت شاه صفی)                                                                                    | در دورهٔ سلطنت شاه صفی، منصب سپهسالار نیز وجود داشت که در ایام جنگ جزء امرای جانقی بود؛ یعنی در مجلس شورای سلطنتی شرکت می‌جست. بیگلربیگی‌آذربایجان و گاهی هم منصب تقنگچی‌آقاسی‌گری به سپهسالار داده می‌شد. جای نشستن او در مجلس شاهی در طرف راست شاه و از همه بالاتر و مقابل وزیر اعظم بود. سپهسالار در ایام جنگ، اختیار کل سپاه، خواه قشون پادشاهی خواه قشون امرا، را به دست می‌گرفت. آراستن سپاه و تعیین مکان جنگ و سایر امور مرتبط به صحنهٔ کارزار با او بود. |
| قورچی‌باشی   | • عیسی‌خان شیخاوند (۱۰۳۸ تا ۱۰۳۹ ه‍.ق) • چراغ‌خان پیرزاده زاهدی (۱۰۴۰ تا ۱۰۴۱ ه‍.ق) • امیرخان ذوالقدر (۱۰۴۱ تا ۱۰۴۶ ه‍.ق) • جانی‌خان (۱۰۴۶ تا پایان سلطنت شاه صفی)              | قورچی‌باشی رئیس کل قوای نظامی و صاحب مقام دوم پس از وزیر اعظم در دستگاه حکومتی بود. قورچی‌باشی یکی از افراد چهارگانه بود که در «دولت‌خانهٔ مبارکه از ارکان دولت قاهره» بود و در ادارهٔ حکومت کشور نقش مهمی بر عهده داشت و رأی او در مسائل نظامی و تصمیم‌گیری‌های شاه بسیار مؤثر بود. |
| قوللرآقاسی  | • خسروخان ملقب به رستم‌خان (۱۰۳۸ تا ۱۰۴۳ ه‍.ق)، (در ۱۰۴۱ ه‍.ق به حکومت گرجستان کارتیل منصوب شد) • سیاووش بیگ (۱۰۴۳ تا پایان سلطنت شاه صفی)                                  | قوللرآقاسی فرماندهی غلامان و سربازان مخصوص گارد سلطنتی را بر عهده داشت. قوای تحت فرمان او بیشتر از گرجیان، چرکس‌ها، ارمنیان و سایر طوایف غیرایرانی تشکیل شده بود. |
| تفنگچی‌آقاسی | • زمان بیک (۱۰۳۸ تا ۱۰۴۰ ه‍.ق) • رستم‌بیگ سپهسالار (۱۰۴۰ تا ۱۰۴۵ ه‍.ق) • میرفتاح اصفهانی (۱۰۴۵ تا ۱۰۴۷ ه‍.ق) • محمدطاهر اصفهانی (میرفتاح ثانی)، (۱۰۴۷ تا پایان سلطنت شاه صفی) | تفنگچی‌آقاسی رئیس دستهٔ تفنگچیان بود و مسئولیت تمام کارهایی که مربوط به تفنگچیان بود (تعلیم و تربیت افراد، جمع‌آوری ایشان در مواقع جنگ و پرداخت مواجب آنان) را بر عهده داشت. |
| توپچی‌باشی   | • انیس‌الدوله مرادخان (؟) • مرتضی‌قلی‌خان (؟) | توپچی‌باشی با عنوان عالی‌جاه «ریش سفید مین‌باشیان و یوزباشیان و توپچیان و جارچیان و توپخانه» بوده و تیول و مواجب و همه‌ساله و براتی و انعام نیروهای زیر فرمانش با مجوز او و رقم وزیر دیوان اعلی پرداخت می‌شده‌است. همچنین، خدمت مین‌باشی‌گری و یوزباشی‌گری توپچیان و جارچیان و جارچی‌باشی‌گری توپخانه و نیروهای آن و تعیین مواجب و تیول و همه سالهٔ این گروه به پیشنهاد او و پس از امضای وزیر دیوان اعلی تعیین و صادر می‌شد.                                          |

### صاحب منصبان اداری قشون
| منصب                   | صاحب منصب                                                                                          | توضیح |
| ---------------------- | -------------------------------------------------------------------------------------------------- | --- |
| وزارت تفنگچیان         | • حسن‌بیگ (رجب ۱۰۳۸ ه‍.ق تا ؟) • آقا ملک فراهانی (پس از فوت حس‌بیگ تا پایان سلطنت شاه صفی)             | وزیر سرکار غلامان، وزبر تفنگچیان و وزیر توپخانه: این وزرای سه‌گانه وظایفی مانند وزیر سرکار قورچی، اما در رستهٔ مربوط به خود داشتند. افزون بر آن در یکی از نوشته‌های این دوره لقب‌های معمول وزرای قورچیان، غلامان، تفنگچیان و لشکرنویس به این صورت ذکر شده: وزارت و رفعت‌پناه، عزت و معالی دستگاه. القاب مستوفی قورچی و ستوفی غلامان نیز عبارتند از: رفعت‌پناه و عزت و معالی دستگاه. |
| وزارت غلامان           | • میرزا محمد تویسرکانی (۱۴ رجب ۱۰۳۸ تا ۲۵ رجب ۱۰۴۳) • میرزا ابوالفتح (۱۰۴۳ تا پایان سلطنت شاه صفی) | |
| وزارت قورچی            | • امیر ابوعلی (۱۰۳۸ تا ۱۰۴۸ ه‍.ق) • میرزا محمد شفیع (۱۰۴۸ تا پایان سلطنت شاه صفی)                    | امور اداری قورچیان را بر عهده داشت و برای رسیدگی به امور حسابداری از یک «مستوفی (حسابدار)» کمک می‌گرفت. در هر چهار واحد نظامی (قورچیان، غلامان، تفنگچیان و توپچیان) در کنار قورچی‌باشی، قوللرآقاسی، تفنگچی‌باشی و توپچی‌باشی، وزیر و مستوفی حضور داشتند که در امور دفتری و حسابداری به آن‌ها کمک می‌کردند.                                                                          |
| وزیر قورچیان           | • شاهرخ‌بیک قره‌داغلو (؟) • میرمحمد طاهر (؟) ندرعلی‌بیک ترکمان (؟)                                    | |
| محرر (خوشنویس) قورچیان | • تقیا محمد اردبیلی (؟)                                                                            | |
| مستوفی قورچی           | • میرزاجان بیک (؟) • میرزا محمدتقی دولت‌آبادی (؟) • تقیا محمد اردبیلی (۱۰۴۹ ه‍.ق تا (؟)               | مستوفیان اغلب حسابدار و بایگان بودند. آنان فقط حق مهر کردن مطالبات دستمزدها را داشتند اما حق مهر اسناد انتصاب‌ها با آن‌ها نبود. |

### سکه‌شناسی
| ارزش سکه                                   | روی                                                                           | پشت                                                                  |
| ------------------------------------------ | ----------------------------------------------------------------------------- | -------------------------------------------------------------------- |
| چهار شاهی یا یک عباسی (۷٫۶۸ گرم نقره)      | هست از جان غلام شاه صفی، ضرب …، سال ضرب یا بنده شاه ولایت صفی، ضرب …، سال ضرب | لا اله الا الله محمد رسول‌الله علی ولی‌الله                            |
| دو شاهی یا محمدی، ۱۰۰ دینار(۳٫۸۴ گرم نقره) | هست از جان غلام شاه صفی، ضرب …                                                | لا اله الا الله محمد رسول‌الله علی ولی‌الله                            |
| شاهی، ۵۰ دینار(۱٫۹۲ گرم نقره)              | بنده شاه ولایت صفی، ضرب …                                                     | لا اله الا الله محمد رسول‌الله علی ولی‌الله                            |
| ۲۰ دیناری (بیستی)                          | هست از جان غلام شاه صفی، ضرب …                                                | لا اله الا الله محمد رسول‌الله علی ولی‌الله                            |
| فلوس ۸–۹ گرم مس (۵ دینار)                  | فلوس، ضرب …                                                                   | حیوانات و پرندگان و اشکال بروج دوازده‌گانه و گاهی نیز عکس شخص یا شیئی |

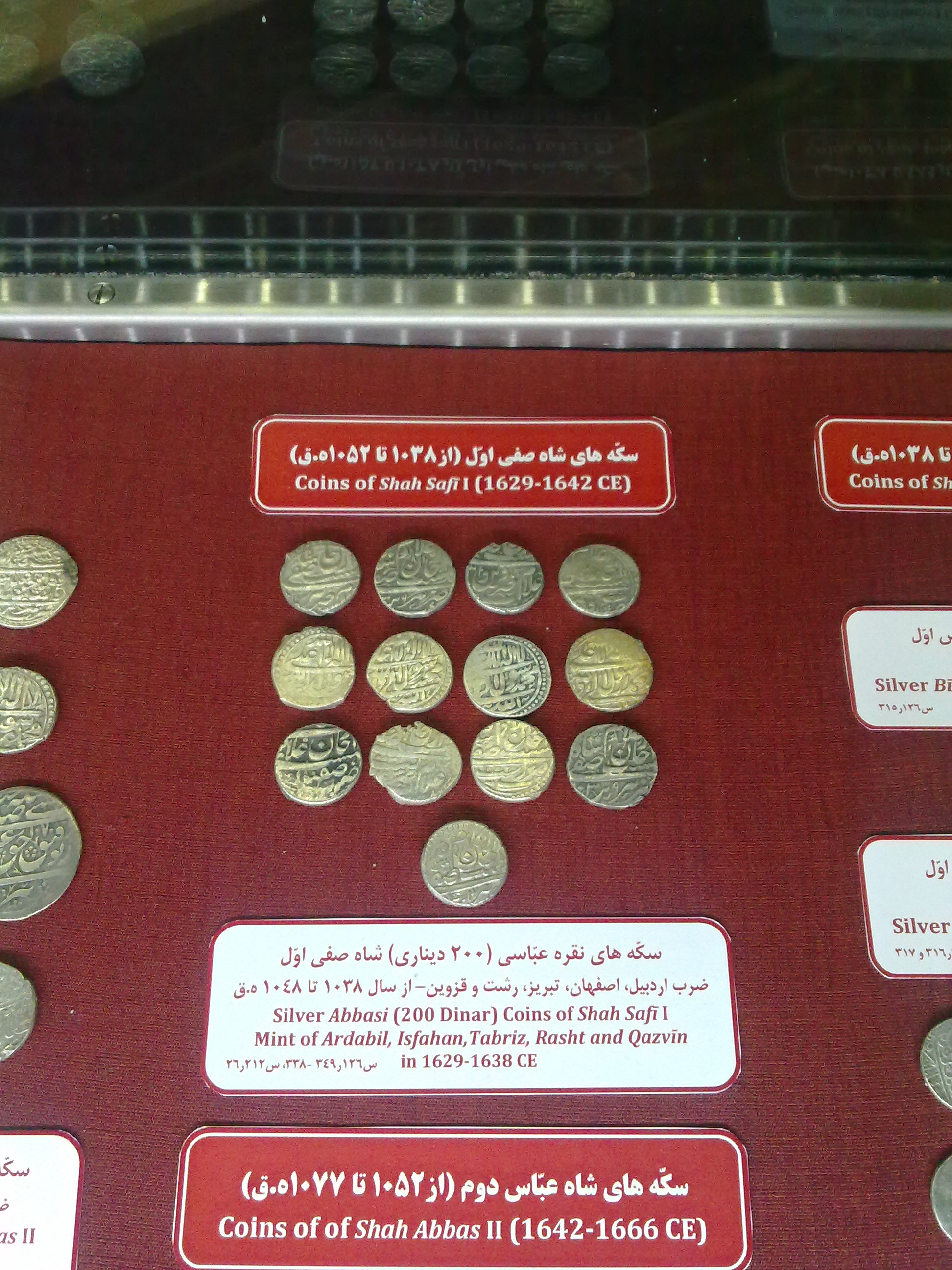
سکه‌های مربوط به شاه صفی، موزه امام رضا، مشهد، ایران

سکه‌های رایج در زمان صفویه از طلا و نقره و مس بودند، ولی در معاملات و داد و ستد بیشتر از سکه نقره و مس استفاده می‌شد و سکه‌های طلا، کمتر در دست مردم بود و معمولاً در جشن‌ها و تاجگذاری و اعیاد ضرب می‌شد. واحد پول در دوران صفوی تومان بود. در زمان شاه صفی، هر تومان برابر ۱۰۰۰۰ دینار در نظر گرفته و معادل ۲۰۰۰ نخود نقره محاسبه می‌شد یعنی ۳۸۴ گرم نقره. هر شاهی برابر ۵۰ دینار (یا ۱٫۹۲ گرم نقره) بود. تا زمان شاه عباس بزرگ، سکه دو شاهی یا محمدی (۳٫۸۴ گرم نقره)، ۱۰۰ دینار، معمولاً رایجترین سکه‌ها محسوب می‌شد، اما از آن به بعد، سکه چهارشاهی (۷٫۶۸ گرم نقره) که اصطلاحاً عباسی نامیده می‌شد رایج شد و مدت‌ها رایج ماند. سکه‌های دیگری هم وجود داشتند، مانند سکه طلا به نام اشرفی و سکه نقره بیستی که شایع نبودند. سکه‌های مسی غازی نام داشتند که معمولاً به آن‌ها فلوس می‌گفتند. فلوس یا فلس کلمه‌ای عربی که معادل فارسی آن پشیز، پول سیاه یا همان غازی می‌باشد. بر روی سکه‌های فلوس معمولاً تصاویر مختلفی از حیوانات و پرندگان و اشکال بروج دوازده‌گانه و گاهی نیز عکس شخص یا شیئی را دارد و در بعضی موارد پشت سکه اسم شهر و تاریخ ضرب را نیز می‌توان مشاهده نمود. سکه‌های فلوس، از جنس مس با وزن تقریبی ۸–۹ گرم ارزشی معادل ۵ دینار داشته‌است. هر سال سکه مسی جدیدی برای نوروز یا موقع تعویض حاکم جدید به ضرب می‌رسید و بدین ترتیب قیمت سکه‌های مسی در نزدیکی نوروز پایین می‌آمد و پادشاه و حاکم وقت از این راه استفاده می‌بردند. به‌طوری‌که گفته می‌شد سکه‌های جدید مسی را هر کیلویی دو عباسی خریداری کرده و آن را دوباره تبدیل به سکه‌های مسی جدید کرده و از این راه چهار برابر استفاده می‌بردند و در عین حال مملکت را از داشتن پول زیاد غیررسمی حفظ می‌کردند. اغلب بعد از عوض شدن و ضرب سکه مسی جدید قیمت سکه مسی قدیمی به نصف می‌رسید. بر روی سکه‌های صفوی نام و القاب شاهان به صورت جملاتی که ارادت و وابستگی آن‌ها را به ائمه اطهار و امامان شیعه می‌رساند و همچنین تاریخ و نام شهری که سکه در آن ضرب شده، نقش گردیده‌است. از زمان شاه عباس دوم اغلب عناوین و القاب به صورت اشعار فارسی نوشته شده و این یکی از ابداعات و نوآوری‌های جالبی است که در سکه‌های ایرانی قبل از صفویه سابقه نداشته‌است. خط روی سکه‌های شاهان اولیه صفوی نسخ و سپس نستعلیق است. پشت سکه‌ها نیز جمله شهادتین، علی ولی‌الله، نام دوازده امام یا چند تن از ائمه در حاشیه و به ندرت نام ضرابخانه نوشته شده‌است.

### شرح نسب شاه صفی
السلطان بن السلطان بن السلطان الخاقان بن الخاقان بن الخاقان ابوالمظفر شاه صفی بهادرخان بن صفی میرزا بن شاه عباس الحسینی بن فردوس مکان شاه سلطان محمد بن خاقان کبیر شاه طهماسببن خاقان اکبر شاه اسمعیل الصفوی الحسینی الموسوی انار الله برهانه و ضاعف علیه غفرانه و ثقل باالمبراة میزانه بن سلطان حیدر بن سلطان جنید بن شیخ ابراهیم بن میر خواجه علی بن شیخ صدرالدین بن قطب آفاق و عارف به استحقاق شیخ الحق و الحقایق صفی الدین اسحاق بن سید جبرئیل بن سید صالح بن سید قطب الدین بن سید صالح بن سید رشید بن سید محمد بن سید عوض بن فیروز شاه بن سید شرف شاه بن سید محمد بن سید ابراهیم بن سید جعفر بن سید محمد بن سید اسماعیل بن سید محمد بن سید احمد اعرابی بن سید جعفر بن سید ابومحمد بن سید قاسم بن سید ابوالقاسم حمزه بن امام الهمام امام موسی الکاظم بن امام جعفر صادق بن امام محمد باقر بن امام زین العابدین بن سید الشهداء ابی عبدالله الحسین بن اب الایمة اسدالله الغالب غالب کل غالب مطلوب کل طالب امیرالومنین علی بن ابی طالب صلوات الله علیهم اجمعین.

### خانواده

#### همسران
- دختر شاهزاده منوچهر یکم دادیانی و پرنسس تامار اهل آخسقه. حدود ۱۶۳۴ میلادی[۲۷۲]
- پرنسس تیناتین، دختر جوان تهمورث‌خان گرجی (حکمران کارتلی و گرجستان) و پرنسس خوراشان. ۱۶۳۷ میلادی[۲۷۳]
- دختر بیکا (چرکسی)، او خواهر شاهزاده موسال بود.[۲۷۴][۲۷۵]
- دختر اغورلو بیگ (برده سابق شاه صفی)[۲۷۶]
- آنا خانم (چرکسی)[۲۷۷]
- دختر یکی از درباریان (ترک یا فارس) نخجوان[۲۷۸]

زنان دیگری نیز صیغه شاه بودند و همه آن‌ها در حرمسرای دربار زندگی می‌کردند.

#### فرزندان
پسران
| نام               | مادر     | تاریخ تولد     | تاریخ مرگ        | توضیحات                                                         |
| عباس میرزا        | ؟        | ۳۰ اوت ۱۶۳۲    | قبل از ۱۶۴۲      |                                                                 |
| سلطان‌محمد میرزا   | آنا خانم | ۳۱ دسامبر ۱۶۳۲ | ۲۶/۲۵ اکتبر ۱۶۶۶ | در تاریخ ۱۵ مه ۱۶۴۲، با نام شاه عباس دوم در کاشان تاجگذاری کرد. |
| طهماسب میرزا      | ؟        | ؟              | ؟                | در سال ۱۶۴۲ کور شد.                                             |
| بهرام میرزا       | ؟        | ؟              | ؟                | در سال ۱۶۴۲ کور شد.                                             |
| سلطان‌حیدر میرزا   | ؟        | ؟              | ؟                | در سال ۱۶۴۲ کور شد.                                             |
| اسماعیل‌حیدر میرزا | ؟        | ؟              | ؟                | در سال ۱۶۴۲ کور شد.                                             |

دختران
| نام                          | مادر     | تاریخ تولد | تاریخ مرگ  | توضیحات |
| مریم بیگم                    | آنا خانم | حدود ۱۶۴۰  | اکتبر ۱۷۱۹ | با میرزاابوصالح (صدر"رئیس اوقاف")پسر میرزا محسن ازدواج کرد. در زندگی شاه سلطان حسین و سقوط صفویان نقش مهمی داشته‌است. |
| پری‌رُخشاه‌بیگم یا پری‌رخساربیگم | ؟        | ؟          | ؟          | با میرزا ابوطالب پسر میرزا باقر ازدواج کرد. او داری دو فرزند پسر نیز بود.                                            |
| اعظم بیگم                    | ؟        | ؟          | ؟          | |

- شوهران مریم بیگم و پری‌رُخشاه بیگم ممکن است برعکس باشد.[۲۸۸] البته استرآبادی، نام همسر مریم بیگم را میرزاابوصالح رضوی صدرالممالک، و همسر پری‌رُخشاه بیگم یا همان فخرالنساء بیگم را میرزا ابوطالب صدر خاصه بیان کرده‌است.[۲۸۹]

## نامه‌ها و فرمان‌ها
| • \| نامه چارلز یکم به شاه صفی • \| نامه شاه صفی به کینگ چارلز یکم • \| نامه شاه صفی به پادشاه هلند |

| • \| فرمان شاه صفی (اولین فرمان) • \| فرمان شاه صفی (دومین فرمان) • \| فرمان شاه صفی (سومین فرمان) |

## گاه‌شمار
شورشها با مخفف «ش» ، جنگها با «ج» نشان داده شده‌اند
تاجگذاری
درگذشت
شورشها
جنگها

## پی‌نوشت
1. ↑  Christopher Buyers.
2. ↑  علی اکبر دهخدا، لغتنامه دهخدا.
3. ↑  محمد حسین تفرشی، تاریخ شاه صفی، ۱۶.
4. ↑  Christopher Buyers.
5. ↑  Christopher Buyers.
6. ↑  ژان شاردن، سفرنامه شاردن: متن کامل/ ترجمه اقبال یغمایی (جلد پنجم)، ١۶۷۵.
7. ↑  Buyers، The Safavid Genealogy.
8. ↑  Buyers، The Safavid Genealogy.
9. ↑  محمدحسن مظاهری، دائرةالمعارف بزرگ اسلامی.
10. ↑  Matthee، دانشنامه ایرانیکا.
11. ↑  علی اکبر دهخدا، لغتنامه دهخدا.
12. ↑  Peter Jackson, “The Safavid Period”, The Cambridge History of Iran, 287.
13. ↑  Peter Jackson, “The Safavid Period”, The Cambridge History of Iran, 288.
14. ↑  Willem Floor، دانشنامه ایرانیکا.
15. ↑  Christoph Werner، دانشنامه ایرانیکا.
16. ↑  ERAVCI، معرفی و بررسی منابع ترکی مطالعه در تاریخ روابط عثمانی ـ صفویه، ١٥.
17. ↑  ERAVCI، معرفی و بررسی منابع ترکی مطالعه در تاریخ روابط عثمانی ـ صفویه، ١٨.
18. ↑  طاهری، تاریخ سیاسی و اجتماعی ایران، ۳۶۴.
19. ↑  طاهری، تاریخ سیاسی و اجتماعی ایران، ۳۶۴.
20. ↑  قزوینی، تاریخ جهان آرای عباسی، ۱۳۸.
21. ↑  قزویتی، تاریخ جهان آرای عباسی، ۱۵۳.
22. ↑  سیوری، ایران عصر صفوی، ترجمه کامبیز عزیزی، ۹۱.
23. ↑  طاهری، تاریخ سیاسی و اجتماعی ایران، ۳۶۴.
24. ↑  سیوری، ایران عصر صفوی، ترجمه کامبیز عزیزی، ۹۲.
25. ↑  K. Babayan، دانشنامه ایرانیکا.
26. ↑  Peter Jackson, “The Safavid Period”, The Cambridge History of Iran, 281–280.
27. ↑  صفاکیش، صفویان در گذرگاه تاریخ، ۱۰۸.
28. ↑  واله اصفهانی، ایران در زمان شاه صفی و شاه عباس دوم، ٢١.
29. ↑  نوایی، مجموعه اسناد و مکاتبات تاریخی همراه با یاداشت‌های تفضیلی، ۱۹۹.
30. ↑  سید حسن‌بن مرتضی حسینی استرآبادی، به احتمام احسان اشراقی، از شیخ صفی تا شاه صفی، ۲۳۵ و ۲۳۶.
31. ↑  محمد حسین تفرشی، تاریخ شاه صفی، ۲۰.
32. ↑  ولادیمیر مینورسکی، تذکره الملوک، ترجمه مسعود رجب نیا، به کوشش سید محمد دبیر سیاقی، ۷۹ و ۸۰.
33. ↑  ولی قلی بن داوود قلی شاملو، قصص الخاقانی، ج2، تصحیح و پاورقی سید حسن سادات ناصری، ۲۰۸.
34. ↑  ولی قلی بن داوود قلی شاملو، قصص الخاقانی، ج2، تصحیح و پاورقی سید حسن سادات ناصری، ۲۰۸.
35. ↑  میرزا محمد طاهر وحید قزوینی، تاریخ جهان‌آرای عباسی، مصحح سید سعید میر محمد صادق، ۲۴۰.
36. ↑  پیمان باقری تلواژگانی، چالش صوفیه و نهاد سلطنت در دوره صفوی از شاه عباس اول تا پایان حکومت صفوی، ۷۱.
37. ↑  محمد حسین تفرشی، تاریخ شاه صفی، ۱۶.
38. ↑  محمد حسین تفرشی، تاریخ شاه صفی، ۱۷.
39. ↑  پیمان باقری تلواژگانی، چالش صوفیه و نهاد سلطنت در دوره صفوی از شاه عباس اول تا پایان حکومت صفوی، ۷۲.
40. ↑  محمد حسین تفرشی، تاریخ شاه صفی، ۱۹.
41. ↑  محمد حسین تفرشی، تاریخ شاه صفی، ۱۹.
42. ↑  پورمحمدی املشی، کتاب ماه تاریخ و جغرافیا، ۳۴.
43. ↑  محمد حسین تفرشی، تاریخ شاه صفی، ۲۳.
44. ↑  محمد حسین تفرشی، تاریخ شاه صفی، ۲۳.
45. ↑  محمد حسین تفرشی، تاریخ شاه صفی، ۲۴.
46. ↑  محمد حسین تفرشی، تاریخ شاه صفی، ۲۵.
47. ↑  محمد حسین تفرشی، تاریخ شاه صفی، ۲۷.
48. ↑  Peter Jackson, “The Safavid Period”, The Cambridge History of Iran, 283.
49. ↑  بهرام‌نژاد، تحلیلی بر یک فرمان از دوران حکومت شاه‌صفی (۱۰۳۸–۱۰۵۲ ق) (تکاپوهای بی‌ثمر در حل اختلاف ترکان قزلباش و گرجیان، و پیامدهای تاریخی آن).ص ۳۲
50. ↑  Manouchehr Kasheff، دانشنامه ایرانیکا.
51. ↑  Manouchehr Kasheff، دانشنامه ایرانیکا.
52. ↑  ثواقب، «زمینه‌ها و علل شکل‌گیری قیام غریب شاه گیلانی»، نشریه زبان و ادبیات دانشکده ادبیات و علوم انسانی (دانشگاه اصفهان)، ۸۶.
53. ↑  ثواقب، «زمینه‌ها و علل شکل‌گیری قیام غریب شاه گیلانی»، نشریه زبان و ادبیات دانشکده ادبیات و علوم انسانی (دانشگاه اصفهان)، ۸۶.
54. ↑  Manouchehr Kasheff، دانشنامه ایرانیکا.
55. ↑  ثواقب، «زمینه‌ها و علل شکل‌گیری قیام غریب شاه گیلانی»، نشریه زبان و ادبیات دانشکده ادبیات و علوم انسانی (دانشگاه اصفهان)، ۸۶.
56. ↑  یاسنت لویی رابینو، ولایات دارالمرز ایران: گیلان، ۵۳۳.
57. ↑  فومنی گیلانی، تاریخ گیلان، ۲٧٥.
58. ↑  Manouchehr Kasheff، دانشنامه ایرانیکا.
59. ↑  ثواقب، «زمینه‌ها و علل شکل‌گیری قیام غریب شاه گیلانی»، نشریه زبان و ادبیات دانشکده ادبیات و علوم انسانی (دانشگاه اصفهان)، ۸٤.به نقل از اولئاریوس
60. ↑  مهین فهیمی، دانشنامه جهان اسلام.
61. ↑  ثواقب، قلاوند،، بررسی و تحلیل مناسبات صفویه و اوزبکان در عصر شاه صفی (۱۰۵۲–۱۰۳۸ ق)، ٢٨.
62. ↑  ثواقب، قلاوند،، بررسی و تحلیل مناسبات صفویه و اوزبکان در عصر شاه صفی (۱۰۵۲–۱۰۳۸ ق)، ٢٩.
63. ↑  ثواقب، قلاوند،، بررسی و تحلیل مناسبات صفویه و اوزبکان در عصر شاه صفی (۱۰۵۲–۱۰۳۸ ق)، ٢٩.
64. ↑  ثواقب، قلاوند،، بررسی و تحلیل مناسبات صفویه و اوزبکان در عصر شاه صفی (۱۰۵۲–۱۰۳۸ ق)، ٢٩.
65. ↑  حسینی استرآبادی، تاریخ سلطانی از شیخ صفی تا شاه صفی به اهتمام دکتر احسان اشراقی، ۲۳۷.
66. ↑  حسینی استرآبادی، تاریخ سلطانی از شیخ صفی تا شاه صفی به اهتمام دکتر احسان اشراقی، ۲۳۷.
67. ↑  ثواقب، قلاوند،، بررسی و تحلیل مناسبات صفویه و اوزبکان در عصر شاه صفی (۱۰۵۲–۱۰۳۸ ق)، ٣٠.
68. ↑  Audrey Burton, “Imam Quli”, The Bukharans: A Dynastic, Diplomatic, and Commercial History, 1550-1702, 177.
69. ↑  Audrey Burton, “Imam Quli”, The Bukharans: A Dynastic, Diplomatic, and Commercial History, 1550-1702, 177.
70. ↑  حسینی استرآبادی، تاریخ سلطانی از شیخ صفی تا شاه صفی به اهتمام دکتر احسان اشراقی، ۲۳۸.
71. ↑  Peter Jackson, “The Safavid Period”, The Cambridge History of Iran, 286.
72. ↑  Kaveh Farrokh, “The Central Asian frontier”, Iran at war, 1500-1988.
73. ↑  Peter Jackson, “The Safavid Period”, The Cambridge History of Iran, 286.
74. ↑  رحیم رئیس‌نیا، دائرةالمعارف بزرگ اسلامی.
75. ↑  احمد پاکتچی، دائرةالمعارف بزرگ اسلامی.
76. ↑  ثواقب، زکیئی، تحلیل زمینه‌های معاهده زهاب و پیامدهای آن بر دولت صفویه، ٩.
77. ↑  ثواقب، زکیئی، تحلیل زمینه‌های معاهده زهاب و پیامدهای آن بر دولت صفویه، ١٠.
78. ↑  ثواقب، زکیئی، تحلیل زمینه‌های معاهده زهاب و پیامدهای آن بر دولت صفویه، ١٠.
79. ↑  حسینی استرآبادی، تاریخ سلطانی از شیخ صفی تا شاه صفی به اهتمام دکتر احسان اشراقی، ۲۳۹.
80. ↑  پرویزاذکایی.
81. ↑  حسینی استرآبادی، تاریخ سلطانی از شیخ صفی تا شاه صفی به اهتمام دکتر احسان اشراقی، ۲۳۹.
82. ↑  جهانبخش ثواقب، سازمان سپاه و صاحب‌منصبان نظامی عصر شاه صفی، ص ۳۰.
83. ↑  محمد حسین تفرشی، تاریخ شاه صفی، ۴۳.
84. ↑  محمد حسین تفرشی، تاریخ شاه صفی، ۴۳.
85. ↑  خواجگی اصفهانی، خلاصه السیر (تاریخ روزگار شاه صفی)، ۲۳.
86. ↑  جهانبخش ثواقب، سازمان سپاه و صاحب‌منصبان نظامی عصر شاه صفی، ص ۱۶.
87. ↑  واله اصفهانی، ایران در زمان شاه صفی و شاه عباس دوم، ۵۵.
88. ↑  خواجگی اصفهانی، خلاصه السیر (تاریخ روزگار شاه صفی)، ۲۳.
89. ↑  هدایت، روضة الصفای ناصری، به اهتمام جمشید کیانفر، ج ۸، ص۶۸۷۰.
90. ↑  محمدحسن اعتمادالسلطنه، تاریخ منتظم ناصری (تصحیح محمداسماعیل رضوانی)، ج٢، ص: ٩٣٨.
91. ↑  خواجگی اصفهانی، خلاصه السیر (تاریخ روزگار شاه صفی)، ۲۳.
92. ↑  صفاکیش، صفویان در گذرگاه تاریخ، ۱۰۵.
93. ↑  Yuri Bregel، دانشنامه ایرانیکا.
94. ↑  ثواقب، قلاوند،، بررسی و تحلیل مناسبات صفویه و اوزبکان در عصر شاه صفی (۱۰۵۲–۱۰۳۸ ق)، ٣٣.
95. ↑  Audrey Burton, “Imam Quli”, The Bukharans: A Dynastic, Diplomatic, and Commercial History, 1550-1702, 179.
96. ↑  ثواقب، قلاوند،، بررسی و تحلیل مناسبات صفویه و اوزبکان در عصر شاه صفی (۱۰۵۲–۱۰۳۸ ق)، ٣٤.
97. ↑  Audrey Burton, “Imam Quli”, The Bukharans: A Dynastic, Diplomatic, and Commercial History, 1550-1702, 180.
98. ↑  صفاکیش، صفویان در گذرگاه تاریخ، ۱۰۹.
99. ↑  Audrey Burton, “Imam Quli”, The Bukharans: A Dynastic, Diplomatic, and Commercial History, 1550-1702, 181.
100. ↑  صفاکیش، صفویان در گذرگاه تاریخ، ۱۰۹.
101. ↑  Audrey Burton, “Imam Quli”, The Bukharans: A Dynastic, Diplomatic, and Commercial History, 1550-1702, 181.
102. ↑  صفاکیش، صفویان در گذرگاه تاریخ، ۱۰۹.
103. ↑  Audrey Burton, “Imam Quli”, The Bukharans: A Dynastic, Diplomatic, and Commercial History, 1550-1702, 181.
104. ↑  Audrey Burton, “Imam Quli”, The Bukharans: A Dynastic, Diplomatic, and Commercial History, 1550-1702, 181.
105. ↑  نوائی، غفاری فرد، تاریخ تحولات سیاسی، اجتماعی، اقتصادی و فرهنگی ایران در دوره صفویه، ۴۰۵.
106. ↑  ثواقب، «نگرشی بر شورش شیرخان افغان در عصر شاه صفی»، نشریه زبان و ادبیات دانشکده ادبیات و علوم انسانی (دانشگاه اصفهان)، ۹۱.
107. ↑  ثواقب، «نگرشی بر شورش شیرخان افغان در عصر شاه صفی»، نشریه زبان و ادبیات دانشکده ادبیات و علوم انسانی (دانشگاه اصفهان)، ۹۳.
108. ↑  ثواقب، «نگرشی بر شورش شیرخان افغان در عصر شاه صفی»، نشریه زبان و ادبیات دانشکده ادبیات و علوم انسانی (دانشگاه اصفهان)، ۹۵.
109. ↑  ثواقب، «نگرشی بر شورش شیرخان افغان در عصر شاه صفی»، نشریه زبان و ادبیات دانشکده ادبیات و علوم انسانی (دانشگاه اصفهان)، ۹۷.
110. ↑  ثواقب، «نگرشی بر شورش شیرخان افغان در عصر شاه صفی»، نشریه زبان و ادبیات دانشکده ادبیات و علوم انسانی (دانشگاه اصفهان)، ۹۷.
111. ↑  ثواقب، «نگرشی بر شورش شیرخان افغان در عصر شاه صفی»، نشریه زبان و ادبیات دانشکده ادبیات و علوم انسانی (دانشگاه اصفهان)، ۹۹.
112. ↑  ثواقب، «نگرشی بر شورش شیرخان افغان در عصر شاه صفی»، نشریه زبان و ادبیات دانشکده ادبیات و علوم انسانی (دانشگاه اصفهان)، ۹۹.
113. ↑  فلسفی، زندگانی شاه عباس اول، ١٩٢.
114. ↑  Morgan، Medieval Persia 1040-1797، ١٤٢.
115. ↑  Newman، Safavid Iran: Rebirth of a Persian Empire، ٧٥.
116. ↑  محمد حسین تفرشی، تاریخ شاه صفی، ۶۲.
117. ↑  واله اصفهانی، ایران در زمان شاه صفی و شاه عباس دوم، ۹۲–۹۴.
118. ↑  تاورنیه، سفرنامه تاورنیه، ۵۱۷–۵۲۱.
119. ↑  تفرشی، ۶۲–۶۳.
120. ↑  صفاکیش، صفویان در گذرگاه تاریخ، ۱۰۷.
121. ↑  محمد حسین تفرشی، تاریخ شاه صفی، ۶۲.
122. ↑  واله اصفهانی، ایران در زمان شاه صفی و شاه عباس دوم، ۹۲–۹۴.
123. ↑  تاورنیه، سفرنامه تاورنیه، ۵۱۷–۵۲۱.
124. ↑  تفرشی، ۶۲–۶۳.
125. ↑  محمد حسین تفرشی، تاریخ شاه صفی، ۶۲.
126. ↑  David Blow, Shah Abbas: The Ruthless King Who became an Iranian Legend, 229.
127. ↑  سیوری، ایران عصر صفوی، ترجمه کامبیز عزیزی، ۹۲.
128. ↑  سیوری، ایران عصر صفوی، ترجمه کامبیز عزیزی، ۹۱.
129. ↑  اسکندربیک، ذیل تاریخ عالم آرای عباسی، بتصحیح سهیلی خوانساری، ۸.
130. ↑  لادن، خداسالاری و درماندگی، ۱۶۱.
131. ↑  لادن، خداسالاری و درماندگی، ۱۶۱. به نقل از تاورنیه
132. ↑  تاورنیه، سفرنامه تاورنیه، ۱۹۸.
133. ↑  KATHRYN BABAYAN، دانشنامه ایرانیکا.
134. ↑  KATHRYN BABAYAN، دانشنامه ایرانیکا.
135. ↑  ثواقب، «نگرشی بر شورش درویش رضا در عصر شاه صفی(۱۰۴۱ ه‍.ق)»، فصلنامه علمی-پژوهشی علوم انسانی دانشگاه الزهرا (س)، ۸۹.
136. ↑  ثواقب، «نگرشی بر شورش درویش رضا در عصر شاه صفی(۱۰۴۱ ه‍.ق)»، فصلنامه علمی-پژوهشی علوم انسانی دانشگاه الزهرا (س)، ۱۰۲.
137. ↑  ثواقب، بررسی زمینه‌ها و علل شکل‌گیری شورش داوودخان در قراباغ و پیامدهای آن، ۱۲۶.
138. ↑  ثواقب، بررسی زمینه‌ها و علل شکل‌گیری شورش داوودخان در قراباغ و پیامدهای آن، ۱۲۸.
139. ↑  محمد حسین تفرشی، تاریخ شاه صفی، ۸۷.
140. ↑  ثواقب، بررسی زمینه‌ها و علل شکل‌گیری شورش داوودخان در قراباغ و پیامدهای آن، ۱۳۰.
141. ↑  ثواقب، بررسی زمینه‌ها و علل شکل‌گیری شورش داوودخان در قراباغ و پیامدهای آن، ۱۱۹.
142. ↑  محمد حسین تفرشی، تاریخ شاه صفی، ۸۷.
143. ↑  ثواقب، بررسی زمینه‌ها و علل شکل‌گیری شورش داوودخان در قراباغ و پیامدهای آن، ۱۲۱.
144. ↑  ثواقب، بررسی زمینه‌ها و علل شکل‌گیری شورش داوودخان در قراباغ و پیامدهای آن، ١٢٩.
145. ↑  ثواقب، بررسی زمینه‌ها و علل شکل‌گیری شورش داوودخان در قراباغ و پیامدهای آن، ١٣٢.
146. ↑  ثواقب، بررسی زمینه‌ها و علل شکل‌گیری شورش داوودخان در قراباغ و پیامدهای آن، ۱٤٢و١٤٣.
147. ↑  محمد حسین تفرشی، تاریخ شاه صفی، ۹۱.
148. ↑  ثواقب، بررسی زمینه‌ها و علل شکل‌گیری شورش داوودخان در قراباغ و پیامدهای آن، ۱٤٢و١٤٣.
149. ↑  ثواقب، بررسی علل و پیامدهای قتل امام قلی خان، حاکم فارس، در عصر شاه صفی - 1042 ه‍. ق، ١٥.
150. ↑  ثواقب، بررسی زمینه‌ها و علل شکل‌گیری شورش داوودخان در قراباغ و پیامدهای آن، ١٣٠.
151. ↑  محمد حسین تفرشی، تاریخ شاه صفی، ۹۶.
152. ↑  محمد حسین تفرشی، تاریخ شاه صفی، ۹۷.
153. ↑  Keith Hitchins، دانشنامه ایرانیکا.
154. ↑  جهانبخش ثواقب، سازمان سپاه و صاحب‌منصبان نظامی عصر شاه صفی، ص۱۴.
155. ↑  جهانبخش ثواقب، سازمان سپاه و صاحب‌منصبان نظامی عصر شاه صفی، ص ۱۵.
156. ↑  جهانبخش ثواقب، سازمان سپاه و صاحب‌منصبان نظامی عصر شاه صفی، ص ۱۵.
157. ↑  واله اصفهانی، ایران در زمان شاه صفی و شاه عباس دوم، ۱۹۲.
158. ↑  جهانبخش ثواقب، سازمان سپاه و صاحب‌منصبان نظامی عصر شاه صفی، ص ۱۵.
159. ↑  Audrey Burton, “Imam Quli”, The Bukharans: A Dynastic, Diplomatic, and Commercial History, 1550-1702, 184.
160. ↑  جهانبخش ثواقب، سازمان سپاه و صاحب‌منصبان نظامی عصر شاه صفی، ص ۱۵.
161. ↑  واله اصفهانی، ایران در زمان شاه صفی و شاه عباس دوم، ۲۰۷.
162. ↑  ثواقب، قلاوند،، بررسی و تحلیل مناسبات صفویه و اوزبکان در عصر شاه صفی (۱۰۵۲–۱۰۳۸ ق)، ٣٩.
163. ↑  Yuri Bregel، دانشنامه ایرانیکا.
164. ↑  علی بابایی، تاریخ ارتش ایران، ۳۹۹.
165. ↑  علی بابایی، تاریخ ارتش ایران، ۴۰۰.
166. ↑  صالحی، تاریخ اسلام و ایران.
167. ↑  صالحی، تاریخ اسلام و ایران.
168. ↑  صالحی، تاریخ اسلام و ایران.
169. ↑  صالحی، تاریخ اسلام و ایران.
170. ↑  محمدحسن اعتمادالسلطنه، تاریخ منتظم ناصری (تصحیح محمداسماعیل رضوانی)، ج٢، ص: ٩٣٣.
171. ↑  بنا به متن ترکی استانبولی (به ترکی استانبولی: İşte bu suretle Tahmasb Kulu Han, Emirgûneoğlu Yusuf Paşa oldu ve kendisine Halep valiliği verildi. Fakat az sonra hakkında şikâyet olunarak azledildi.) رجوع به Revan Seferi بایگانی‌شده  در ۲۵ فوریه ۲۰۱۷ توسط Wayback Machine
172. ↑  صالحی، تاریخ اسلام و ایران.
173. ↑  احمد پاکتچی، دائرةالمعارف بزرگ اسلامی.
174. ↑  احمد پاکتچی، دائرةالمعارف بزرگ اسلامی.
175. ↑  علی بابایی، تاریخ ارتش ایران، ۴۰۱.
176. ↑  صالحی، تاریخ اسلام و ایران.
177. ↑  باستانی پاریزی، «گنجعلی خان»، مجله دانشکده ادبیات و علوم انسانی (دانشگاه اصفهان)، ۶۵.
178. ↑  فهیمه علی‌بیگی، دائرةالمعارف بزرگ اسلامی.
179. ↑  باستانی پاریزی، «گنجعلی خان»، مجله دانشکده ادبیات و علوم انسانی (دانشگاه اصفهان)، ۷۲.
180. ↑  باستانی پاریزی، «گنجعلی خان»، مجله دانشکده ادبیات و علوم انسانی (دانشگاه اصفهان)، ۷۳.
181. ↑  Rudi Matthee، دانشنامه ایرانیکا.
182. ↑  علی بابایی، تاریخ ارتش ایران، ۴۰۳.
183. ↑  Mikaberidze، Conflict and Conquest in the Islamic World: A Historical Encyclopedia، ۱۷۷.
184. ↑  علی بابایی، تاریخ ارتش ایران، ۴۰۳.
185. ↑  Mikaberidze، Conflict and Conquest in the Islamic World: A Historical Encyclopedia، ۱۷۷.
186. ↑  Mikaberidze، Conflict and Conquest in the Islamic World: A Historical Encyclopedia، ۱۷۷.
187. ↑  von Hammer، Geschichte der osmanischen Dichtkunst Vol II (translation: Mehmet Ata)، ۲۲۰–۲۲۱.
188. ↑  von Hammer، Geschichte der osmanischen Dichtkunst Vol II (translation: Mehmet Ata)، ۲۲۰–۲۲۱.
189. ↑  زرین کوب، روزگاران: تاریخ ایران از آغاز تا سقوط سلطنت پهلوی، ۷۰۰.
190. ↑  علی بابایی، تاریخ ارتش ایران، ۴۰۳.
191. ↑  von Hammer، Geschichte der osmanischen Dichtkunst Vol II (translation: Mehmet Ata)، ۲۲۰–۲۲۱.
192. ↑  ویکی انگلیسی، Capture of Baghdad (1638).
193. ↑  Mikaberidze، Conflict and Conquest in the Islamic World: A Historical Encyclopedia، ۱۷۷.
194. ↑  زرین کوب، روزگاران: تاریخ ایران از آغاز تا سقوط سلطنت پهلوی، ۷۰۰.
195. ↑  صفاکیش، صفویان در گذرگاه تاریخ، ۱۱۱.
196. ↑  واله اصفهانی، ایران در زمان شاه صفی و شاه عباس دوم، ۲۷۳.
197. ↑  احمد پاکتچی، دائرةالمعارف بزرگ اسلامی.
198. ↑  صفاکیش، صفویان در گذرگاه تاریخ، ۱۱۱.
199. ↑  زرین کوب، روزگاران: تاریخ ایران از آغاز تا سقوط سلطنت پهلوی، ۷۰۰.
200. ↑  رایزنی فرهنگی و توریستی سفارت ترکیه در ایران.
201. ↑  ویکی انگلیسی، Treaty of Zuhab.
202. ↑  Akın Alıcı، Hayata Yön Veren Sözler.
203. ↑  سید حسن‌بن مرتضی حسینی استرآبادی، به احتمام احسان اشراقی، از شیخ صفی تا شاه صفی، ۲۴۰.
204. ↑  صائب تبریزی، دیوان صائب تبریزی، ٣٥٥٨.
205. ↑  صادق سجّادی، دائرةالمعارف بزرگ اسلامی.
206. ↑  مدرسی طباطبایی، «کتیبه‌های دوره صفوی در قم»، ماهنامه وحید، ۱۰۱۹.
207. ↑  صادق سجّادی، دائرةالمعارف بزرگ اسلامی.
208. ↑  مدرسی طباطبایی، «کتیبه‌های دوره صفوی در قم»، ماهنامه وحید، ۱۰۱۹.
209. ↑  حسن نراقی.
210. ↑  سیّد سعید میر محمّد صادق، دائرةالمعارف بزرگ اسلامی.
211. ↑  حسن نراقی.
212. ↑  حسن نراقی.
213. ↑  شجاع، روزگاران: زن، سیاست و حرمسرا در عصر صفویه.
214. ↑  تاورنیه، سفرنامه تاورنیه، ۱۹۸.
215. ↑  تاورنیه، سفرنامه تاورنیه، ۱۹۹.
216. ↑  پورمحمدی املشی، کتاب ماه تاریخ و جغرافیا، ۳۴.
217. ↑  Peter Jackson, “The Safavid Period”, The Cambridge History of Iran, 281.
218. ↑  ، مناسبات روحانیان با دولت عصر صفوی، ۴۲.
219. ↑  فلسفی، زندگانی شاه عباس اول، ۶۶.
220. ↑  نیکی ایوبی زاده.
221. ↑  صفاکیش، صفویان در گذرگاه تاریخ، ۵۱۸.
222. ↑  نوائی، غفاری فرد، تاریخ تحولات سیاسی، اجتماعی، اقتصادی و فرهنگی ایران در دوره صفویه، ۳۷۲.
223. ↑  Sussan Babaie with Robert Haug، دانشنامه ایرانیکا.
224. ↑  Sussan Babaie with Robert Haug، دانشنامه ایرانیکا.
225. ↑  نوائی، غفاری فرد، تاریخ تحولات سیاسی، اجتماعی، اقتصادی و فرهنگی ایران در دوره صفویه، ۴۱۱.
226. ↑  صفاکیش، صفویان در گذرگاه تاریخ، ۵۱۸.
227. ↑  هنرفر، گنجینة آثار تاریخی اصفهان، ۳۴۱.
228. ↑  هنرفر، گنجینة آثار تاریخی اصفهان، ۳۴۳.
229. ↑  جابری انصاری، تاریخ اصفهان، به تصحیح جمشید مظاهری اصفهان، ۱۸۹.
230. ↑  جابری انصاری، تاریخ اصفهان، به تصحیح جمشید مظاهری اصفهان، ۱۹۰.
231. ↑  هنرفر، گنجینة آثار تاریخی اصفهان، ۴۲۷.
232. ↑  https://www.rct.uk/collection/1005025-r/shah-jahan-receives-the-persian-ambassador-muhammad-ali-beg-26-march-1631
233. ↑  Willem Floor، دانشنامه ایرانیکا.
234. ↑  Willem Floor، دانشنامه ایرانیکا.
235. ↑  Willem Floor، دانشنامه ایرانیکا.
236. ↑  Willem Floor، دانشنامه ایرانیکا.
237. ↑  دپارتمان حقوق و علوم سیاسی، تحولات سیاسی، تاریخ تحولات سیاسی و اجتماعی ایران از صفویه تا آغاز قاجاریه، ۶۲.
238. ↑  R. W. Ferrier، دانشنامه ایرانیکا.
239. ↑  سیوری، ایران عصر صفوی، ترجمه کامبیز عزیزی، ۱۱۵.
240. ↑  طاهری، تاریخ سیاسی و اجتماعی ایران، ۳۷۴.
241. ↑  R. W. Ferrier، دانشنامه ایرانیکا.
242. ↑  Willem Floor، دانشنامه ایرانیکا.
243. ↑  Willem Floor، دانشنامه ایرانیکا.
244. ↑  Willem Floor، دانشنامه ایرانیکا.
245. ↑  Willem Floor، دانشنامه ایرانیکا.
246. ↑  سیوری، ایران عصر صفوی، ترجمه کامبیز عزیزی، ۱۹۶.
247. ↑  Willem Floor، دانشنامه ایرانیکا.
248. ↑  دپارتمان حقوق و علوم سیاسی، تحولات سیاسی، تاریخ تحولات سیاسی و اجتماعی ایران از صفویه تا آغاز قاجاریه، ۶۲.
249. ↑  Willem Floor، دانشنامه ایرانیکا.
250. ↑  طاهری، تاریخ سیاسی و اجتماعی ایران، ۳۷۴.
251. ↑  طاهری، تاریخ سیاسی و اجتماعی ایران، ۳۷۴.
252. ↑  طاهری، تاریخ سیاسی و اجتماعی ایران، ۳۷۵.
253. ↑  سیوری، ایران عصر صفوی، ترجمه کامبیز عزیزی، ۱۹۷.
254. ↑  سیوری، ایران عصر صفوی، ترجمه کامبیز عزیزی، ۱۱۵.
255. ↑  R. W. Ferrier، دانشنامه ایرانیکا.
256. ↑  دپارتمان حقوق و علوم سیاسی، تحولات سیاسی، تاریخ تحولات سیاسی و اجتماعی ایران از صفویه تا آغاز قاجاریه، ۶۲.
257. ↑  دپارتمان حقوق و علوم سیاسی، تحولات سیاسی، تاریخ تحولات سیاسی و اجتماعی ایران از صفویه تا آغاز قاجاریه، ۶۲.
258. ↑  ثواقب، زکیئی، تحلیل زمینه‌های معاهده زهاب و پیامدهای آن بر دولت صفویه، ١٥.
259. ↑  R. W. Ferrier، دانشنامه ایرانیکا.
260. ↑  Peter Jackson, “The Safavid Period”, The Cambridge History of Iran, 281.
261. ↑  Peter Jackson, “The Safavid Period”, The Cambridge History of Iran, 282.
262. ↑  K. Babayan، دانشنامه ایرانیکا.
263. ↑  جهانبخش ثواقب، سازمان سپاه و صاحب‌منصبان نظامی عصر شاه صفی، ص ۳۱.
264. ↑  جهانبخش ثواقب، سازمان سپاه و صاحب‌منصبان نظامی عصر شاه صفی، ص ۴۶.
265. ↑  جهانبخش ثواقب، سازمان سپاه و صاحب‌منصبان نظامی عصر شاه صفی، ص ۴۷.
266. ↑  ، شاهن هوسپیان، ١٩.
267. ↑  ، Islamic Safavid Coins.
268. ↑  ، Stephen Album, Michael L. Bates, Willem Floor.
269. ↑  آورزمانی، سرفراز، کتاب سکه‌های ایران از آغاز تا دوران زندیه، ٢٤٣).
270. ↑  محمد حسین تفرشی، تاریخ شاه صفی، ۱۲.
271. ↑  محمد حسین تفرشی، تاریخ شاه صفی، ۱۳.
272. ↑  Christopher Buyers.
273. ↑  Christopher Buyers.
274. ↑  Christopher Buyers.
275. ↑  Sale;  et al. (1759). "An Universal history, from the earliest account of time". 26. Printed for T. Osborne: 475. Archived from the original on 14 July 2017. Retrieved 18 January 2016. {{cite journal}}: Cite journal requires |journal= (help)
276. ↑  Christopher Buyers.
277. ↑  Christopher Buyers.
278. ↑  ویکی انگلیسی، Safi of Persia.
279. ↑  سیوری، ایران عصر صفوی، ترجمه کامبیز عزیزی، ۹۳.
280. ↑  Christopher Buyers.
281. ↑  حسینی استرآبادی، تاریخ سلطانی از شیخ صفی تا شاه صفی به اهتمام دکتر احسان اشراقی، ۲۳۶.
282. ↑  Christopher Buyers.
283. ↑  حسینی استرآبادی، تاریخ سلطانی از شیخ صفی تا شاه صفی به اهتمام دکتر احسان اشراقی، ۲۳۶.
284. ↑  غلامرضا گلی‌زواره.
285. ↑  غلامرضا گلی‌زواره.
286. ↑  غلامرضا گلی‌زواره.
287. ↑  حسینی استرآبادی، تاریخ سلطانی از شیخ صفی تا شاه صفی به اهتمام دکتر احسان اشراقی، ۲۳۶.
288. ↑  Christopher Buyers.
289. ↑  حسینی استرآبادی، تاریخ سلطانی از شیخ صفی تا شاه صفی به اهتمام دکتر احسان اشراقی، ۲۳۶.

## برای مطالعهٔ بیشتر
- صالحی، نصرالله (۱۳۹۰). روزنامه سفر سلطان مراد چهارم به ایران و تبریز در سال ۱۰۴۴ _ ۱۰۴۵. طهوری. صص. ۴۹۰. شابک ۹۷۸-۶۰۰-۵۹۱۱-۰۸-۴.
- واله‌قزوینی‌اصفهانی، محمدیوسف (۵ تیر ۱۳۸۱).  عدل، طاهره، ویراستار. ایران در زمان شاه صفی و شاه عباس دوم: حدیقه ششم و هفتم از روضه هشتم. به کوشش محمدرضا نصیری. تهران: انتشارات انجمن آثار و مفاخر فرهنگی. ص. ۸۵۴. شابک ۹۶۴-۶۲۷۸-۸۳-۳.
- حسن حسینی فسائی (۱۳۸۲)، فارسنامه ناصری، به کوشش به تصحیح منصور رستگار فسایی.، تهران: امیرکبیر، ص. ۲۱۸۲، شابک ۹۶۴-۰۰-۰۴۴۲-۱
- غفاری فرد، عباسقلی؛ نوائی، عبدالحسین (۱۹ آبان ۱۳۸۱). تاریخ تحولات سیاسی، اجتماعی، اقتصادی و فرهنگی ایران در دوران صفویه. تهران: سازمان مطالعه و تدوین کتب علوم انسانی دانشگاه‌ها (سمت). ص. ۴۲۴. شابک ۹۶۴-۴۵۹-۶۳۱-۵.

- Matthee, Rudi (2021). "ṢAFI I, SHAH".  In Daniel, Elton L. (ed.). Encyclopædia Iranica (به انگلیسی) (Online ed.).